# One World Trade Center
Il One World Trade Center, solitamente chiamato Freedom Tower (Torre della Libertà), è l'edificio principale del New World Trade Center di New York. L'altezza dell'edificio è di 1 776 piedi, pari a 541,32 m. È dotato di 104 piani di cui 75 usufruibili. L'altezza di 1776 piedi non è casuale: è stata scelta poiché rappresenta l'anno della dichiarazione di Indipendenza degli Stati Uniti.
La torre sorge nell'angolo nord-ovest del sito, per un'area complessiva di 325 279 m². La costruzione del grattacielo è iniziata ufficialmente il 27 aprile 2006, con la posa della prima pietra, e si è conclusa il 30 giugno 2013, con la collocazione dell'antenna alta 100 m.
Attorno alla Freedom Tower sorgono anche altri edifici, di cui uno residenziale. Poco distante è ubicato anche il National September 11 Memorial & Museum, una collezione di immagini, cimeli e reperti storici riguardo agli attentati dell'11 settembre 2001.

## Storia

### 1970-2001
La Torre Nord fu una delle due cosiddette "Torri Gemelle" del complesso che costituiva il World Trade Center di New York, costruito nella Lower Manhattan a partire dalla seconda metà degli anni '60, sul progetto dell'architetto statunitense di origine giapponese Minoru Yamasaki. Nota anche come WTC 1 o One WTC, era un grattacielo di 110 piani alto 417 metri, distinguibile dalla Torre Sud solo per un'enorme antenna lunga 110 metri che la sormontava. Costruita tra il 1966 e il 1970 e inaugurata nel 1973, fu distrutta durante gli attentati dell'11 settembre 2001 dal volo American Airlines 11.
Nell'agosto 1974, l'acrobata francese Philippe Petit arrivò in cima alla torre, esibendosi poi tramite un filo d'acciaio in una pericolosa camminata verso l'altra torre, e ripetendosi nel numero ben otto volte. 
La torre nord fu il primo edificio ad essere colpito durante gli attentati dell'11 settembre 2001. Alle 08:46:28 locali, il volo American Airlines 11 si schiantò contro la torre centralmente tra il 93º e il 99º piano. Questo causò la distruzione di tutti e tre i pozzi degli ascensori e le tre scale d'emergenza, di conseguenza tutte le persone che si trovavano al di sopra della zona dell'impatto rimasero intrappolate; alcune si gettarono nel vuoto e altre morirono nel crollo avvenuto 102 minuti dopo, alle ore 10:28:31, quando la torre collassò su se stessa in posizione verticale circa 30 minuti dopo il crollo della Torre Sud (che crollò alle 9:59:04). I detriti del grattacielo danneggiarono gravemente il WTC 5, il WTC 6, il WTC 7 (che in seguito crollò), e distrussero anche il Marriott World Trade Center (WTC 3), già gravemente compromesso dal precedente crollo dell'altra torre.

La torre era stata precedentemente bersaglio di un fallito attentato il 26 febbraio 1993, quando, verso mezzogiorno, un gruppo di terroristi fece detonare un furgone imbottito di circa 680 kg di esplosivo nel parcheggio sotterraneo dell'edificio, provocando la morte di 6 persone ed un migliaio di feriti. Tuttavia, il piano di far implodere il grattacielo affinché crollasse sull'altra torre fallì, e subirono alcuni danni solo le colonne strutturali secondarie più basse.

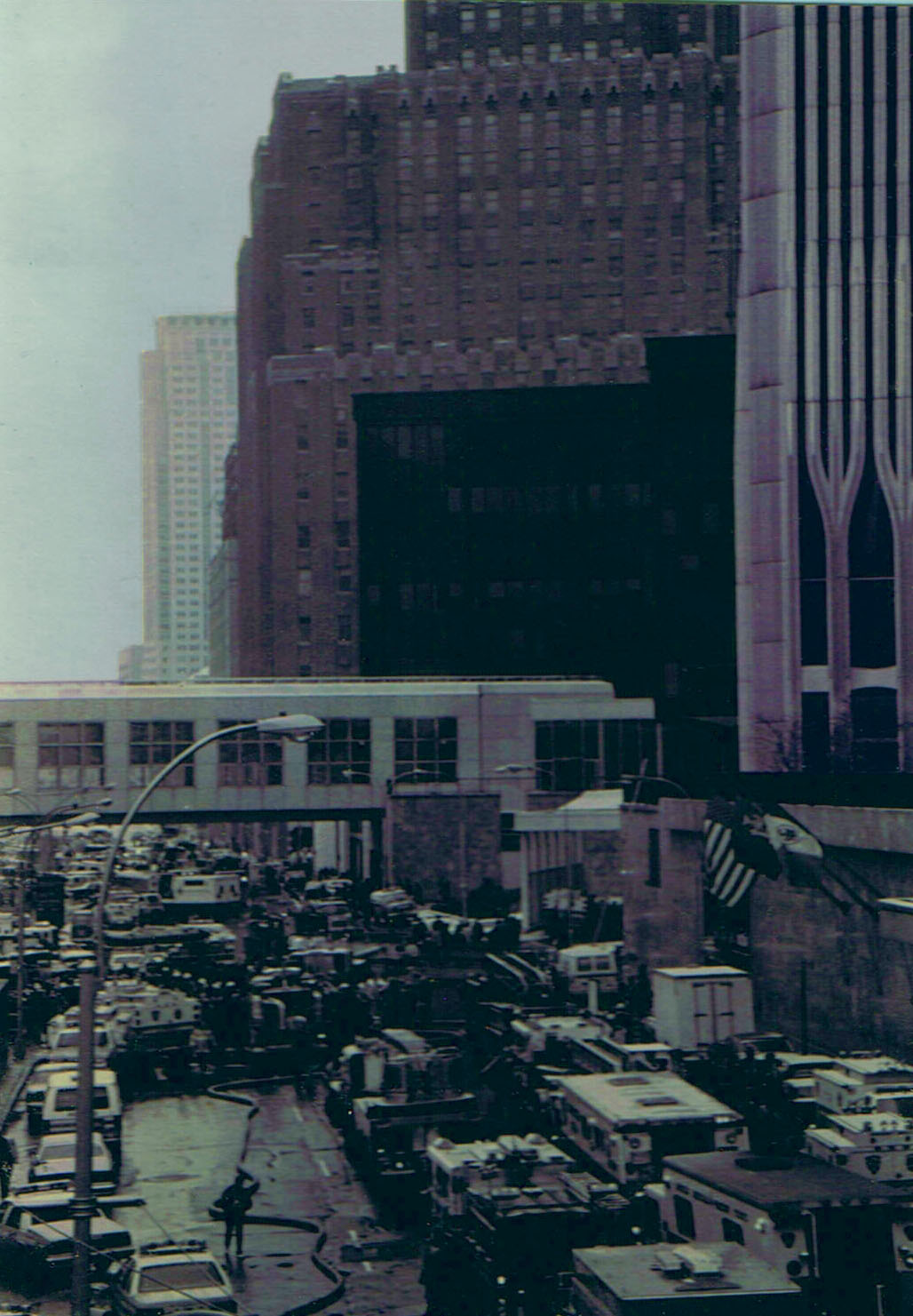
I veicoli d'emergenza raggiungono il World Trade Center poco dopo l'attentato dinamitardo del 1993

### Ricostruzione
Dopo la distruzione degli edifici 1, 2, 3 e 7 (dei sette complessivi che componevano il World Trade Center nella sua realizzazione originaria) avvenuta il giorno 11 settembre 2001, ci fu un ampio dibattito sul futuro del sito del World Trade Center. Arrivarono proposte quasi subito, e nel 2003, la Lower Manhattan Development Corporation organizzò un concorso per stabilire come utilizzare il sito. Il rifiuto del pubblico verso il primo progetto portò a un secondo concorso, dove venne scelto il progetto di Daniel Libeskind. Questo progetto attraversò molte revisioni, soprattutto a causa di disaccordi con lo sviluppatore Larry Silverstein. La critica è stata rivolta soprattutto al limitato numero di piani per gli uffici e altri servizi. Solo 82 piani sarebbero stati abitabili, e lo spazio ufficio di tutto il nuovo World Trade Center sarebbe stato ridotto di oltre 280.000 metri quadrati in confronto con il complesso originale. Il limite è stato imposto da Silverstein, il quale ha espresso la preoccupazione di un futuro attacco terroristico o un altro incidente. Gran parte dell'altezza dell'edificio sarebbe costituita da un grande open-air al di sopra del tetto della torre, che contiene le turbine eoliche e i giardini cielo. Nel modello successivo la struttura in acciaio è stata rimossa.
Un progetto definitivo per la "Freedom Tower" è stato formalmente presentato il 28 giugno 2005. Per soddisfare le questioni di sicurezza sollevate dal New York City Police Department è stata aggiunta una base di cemento alta 57 m nel mese di aprile dello stesso anno. Il progetto originariamente prevedeva il rivestimento della base mediante vetro, al fine di smontare le critiche che sostenevano assomigliasse troppo a un "bunker di cemento", soluzione che tuttavia risultò poi impraticabile sulla base degli esiti dei test preliminari, i quali rivelarono come il vetro potesse essere facilmente frantumabile in grandi e pericolosi frammenti. Modifiche progettuali hanno condotto alla sostituzione con una semplice facciata costituita da pannelli in acciaio inox e vetro resistente a esplosioni. Inoltre, è stato dichiarato che la torre sarebbe stata una struttura monolitica di vetro che riflette il cielo e che viene sormontata da un'antenna. Larry Silverstein dichiarò anche che per il 2012 il WTC sarebbe stato completamente ricostruito, più magnifico, più spettacolare di quanto non fosse mai stato. La costruzione della torre è iniziata nel mese di maggio con una cerimonia ufficiale che ha avuto luogo quando è arrivata la prima squadra di costruzione. L'edificio ha raggiunto la massima altezza ad agosto 2012 ed era pronto all'uso per la fine del 2013.
Nel 2009, l'Autorità Portuale ha cambiato il nome ufficiale del palazzo da "Freedom Tower" a "One World Trade Center", affermando che questo nome era di più facile identificazione. Nel maggio 2011, le planimetrie dettagliate della torre sono state esposte al Dipartimento per le Finanze di New York City, come risultato c'è stato un tumulto da parte dei media e dei cittadini della zona circostante, che temevano che i piani sarebbero potuti divenire l'obiettivo di un futuro attacco terroristico.
La World Trade Center Association (WTCA) ha speso circa 500 000 dollari per modificare il nome della torre sui souvenir.
Il 12 novembre 2013, la Height Committee of the Chicago ha annunciato che l'One World Trade Center è l'edificio più alto degli Stati Uniti, con un'altezza di 1.776 piedi.

## Architettura
La Freedom Tower (One World Trade Center) è ispirata da simmetrie lineari e da un disegno che si iscrive nell'evoluzione del design dei grattacieli esistenti a New York. La guglia di osservazione turistica, presente in altri edifici di NYC come l'Empire State Building e il Chrysler Building, non ufficialmente inaugurata, è stata aperta al pubblico nell'ottobre 2014.
L'One World Trade Center è stato realizzato nell'ambito di un progetto di ricostruzione e riqualificazione di Lower Manhattan; gli edifici circostanti (eccettuato quello già esistente, adiacente dal lato nord) sono stati tutti interamente, o in gran parte, ristrutturati sia internamente, sia attraverso il completo rinnovamento delle facciate.
La Freedom Tower ha un totale di 104 piani, di questi ne sono disponibili 86, di cui 70 destinati a uffici. I primi virtuali 19 piani (nella realtà solo 10, compresa la hall) sono adibiti a servizi tecnici. Il primo piano di uffici è designato come 20º piano. La destinazione a uffici è di 70 piani (fino al 90º piano). Oltre vi sono sei piani che ospitano servizi tecnici. Vi sono poi un ristorante, ai piani chiamati 100 e 101, e il punto di osservazione al piano 102. Al di sopra di questo, trovano posto altri quattro piani di servizio per arrivare sino al piano 104.

### Ripartizione piani
- piani interrati (C1, C2, C3, C4M, C4): servizi, accesso alla hall, trasporti, negozi
- piano terra: hall (altezza 50 piedi)
- piani 2, 3, 3M, 4, 4M, 5, 5M, 6, 6M: piani tecnici inferiori
- piani 20 - 63: uffici
- piano 64: Sky hall
- piani 65 - 90: uffici
- piani 91, 91M, 92, 92M, 93, 93M: piani tecnici superiori
- piani 100 - 102: ristoranti, punti di osservazione (One World Observatory)
- piani 102M, 103, 104, 104M: piani tecnici
- tetto dell'edificio: antenna

## Costruzione

### 2004-2007

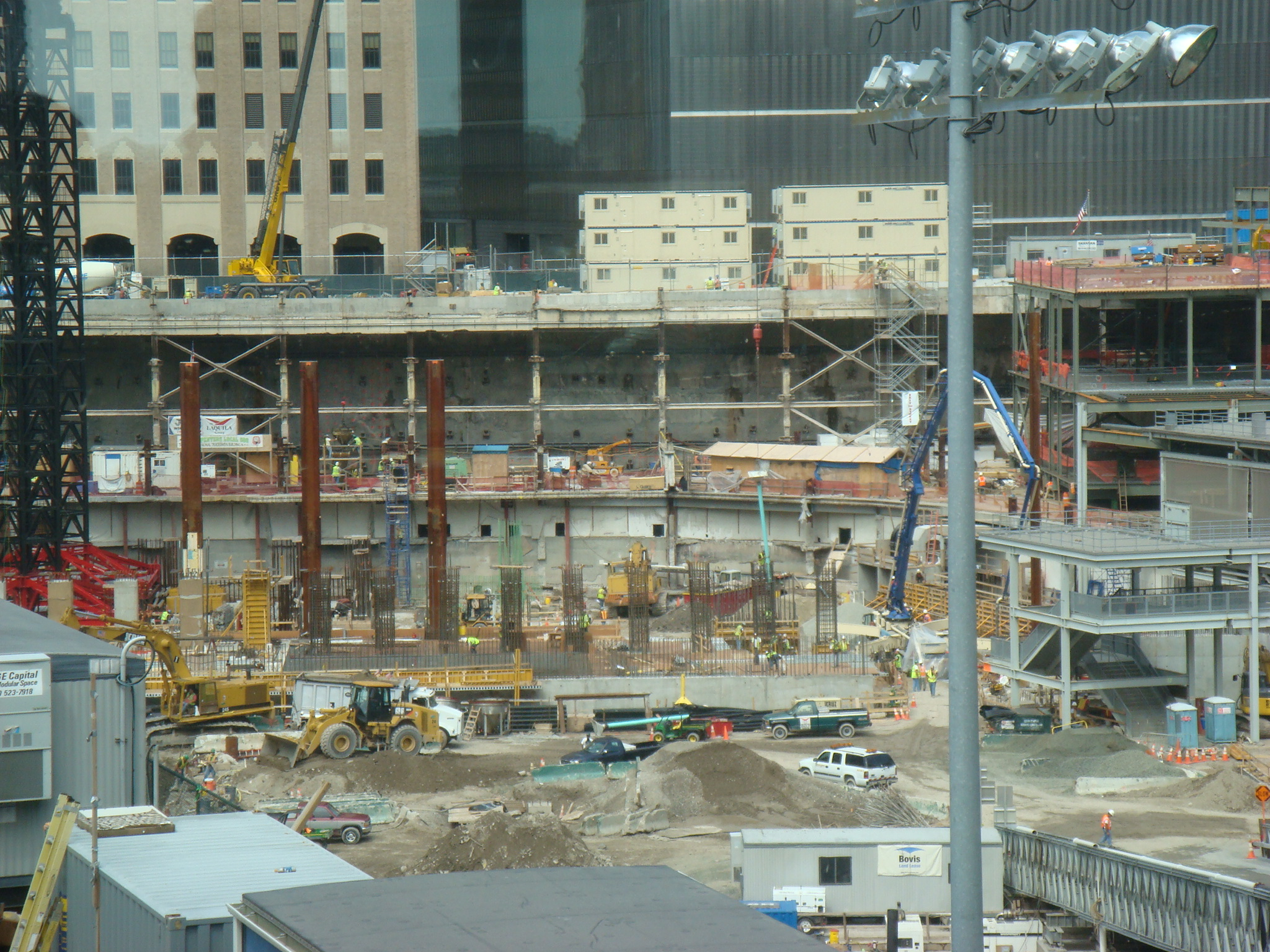
La costruzione dell'One World Trade Center il 7 agosto 2007.

Sito preliminare per la ricostruzione del World Trade Center. In arancione sono i nuovi edifici (WTC 1 è il quadrato in alto a sinistra), e in blu il National September 11 Memorial & Museum.

La prima pietra dell'One World Trade Center è stata posata in una cerimonia solenne il 4 luglio 2004, ma la costruzione della torre rimase in fase di stallo fino al 2006. La pietra fu quindi rimossa temporaneamente. Il progetto riprese solo dopo che vennero risolti i conflitti tra lo sviluppatore Larry Silverstein e l'Autorità Portuale riguardo al versamento del denaro per il progetto.
Il 18 novembre 2006, 400 metri cubi di calcestruzzo sono stati versati sulle fondamenta dell'One World Trade Center, portati da ben 40 camion. Il 17 dicembre 2006, in una cerimonia che si è svolta a Battery Park City, il pubblico è stato invitato a firmare una trave in acciaio alta 9,144 metri. Questa trave di 10 iarde - la prima ad essere installata - è stata saldata sulla base della costruzione il 19 dicembre 2006. Il 9 gennaio 2007, una seconda serie di travi è stata saldata alla parte superiore del primo set. A febbraio 2007 le stime per la costruzione del 1 WTC erano di tre miliardi di dollari, circa 12.380 dollari per metro quadrato.

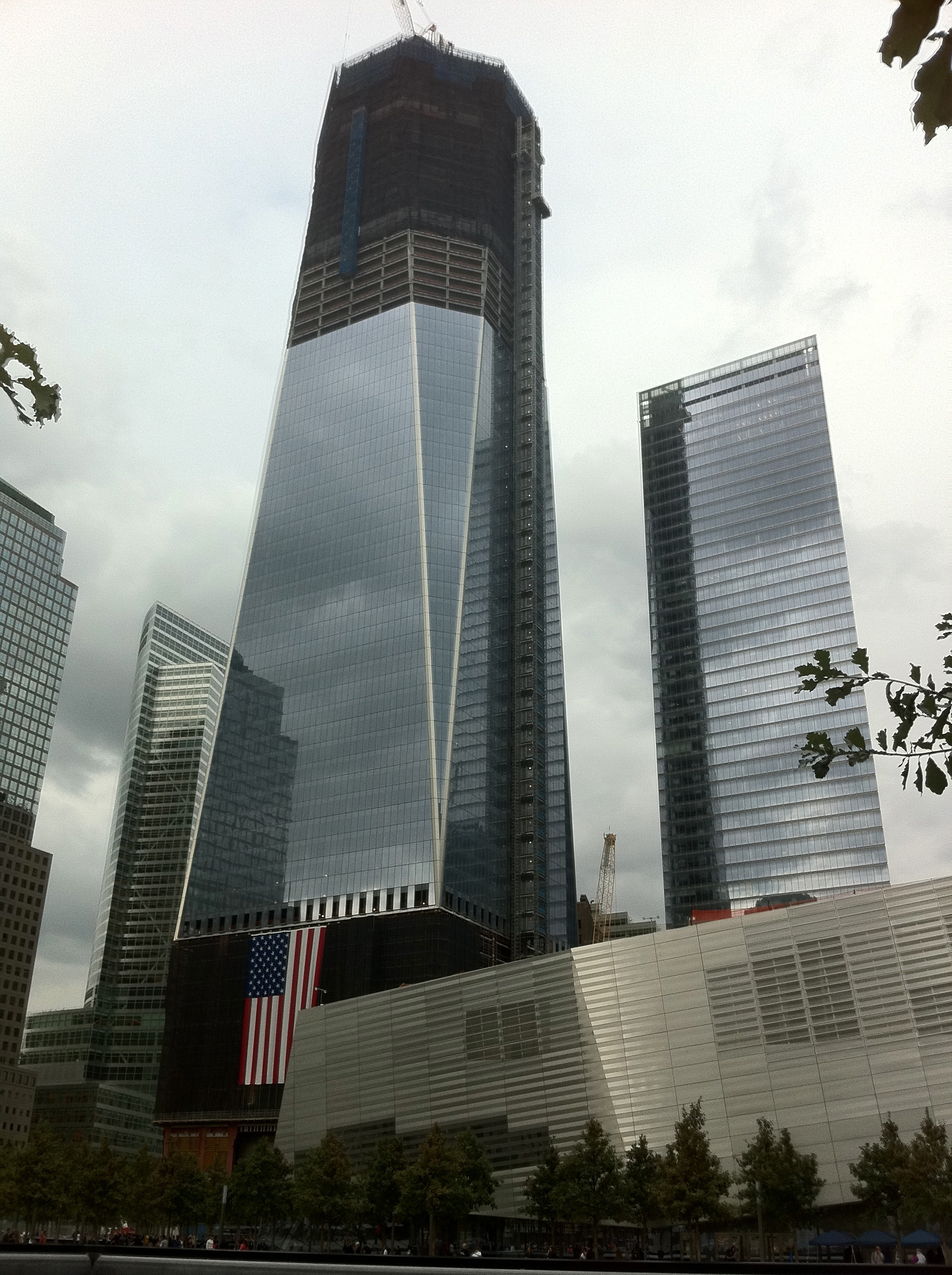
La Freedom Tower il 17 settembre 2011, sotto a destra è ben visibile il memoriale completato e il museo in costruzione.

Circa 1 miliardo di dollari recuperati tramite l'assicurazione sono stati utilizzati per costruire il nuovo World Trade Center. Lo Stato di New York ha erogato 250 milioni di dollari per la costruzione, e l'Autorità Portuale ha accettato di finanziare per un altro miliardo di dollari. Nel 2007, la Tishman costruction Corporation di New York, ha completato una fila di colonne in acciaio lungo il perimetro del cantiere e sono state poste le basi di due gru a torre. Entro la fine del 2007, i basamenti della torre e le fondazioni erano quasi complete.

### 2008-2009
Nel gennaio 2008, due gru di costruzione sono state spostate nel cantiere. Il nucleo in calcestruzzo della torre ha cominciato ad aumentare di altezza nei primi mesi del 2008. Il 22 febbraio 2008, circa 9.400 tonnellate delle quasi 50 000 tonnellate di acciaio necessarie alla costruzione erano state ordinate. Il 13 marzo 2008, l'acciaio della torre raggiunge 21 m. Il 17 maggio 2008, l'acciaio della torre supera il livello della strada, quando nuove sezioni vengono imbullonate a due delle 24 colonne di acciaio dell'edificio. Le nuove sezioni portano l'altezza della struttura fino a 4,6 m sopra il livello stradale. Nel mese di giugno, lo scheletro d'acciaio della base in calcestruzzo della torre comincia a prendere forma. Entro la fine del mese, era stato versato il cemento per il livello B3 del seminterrato della torre. Ad agosto, lo 1 WTC raggiunge 7,6 m sopra il livello stradale. Nel corso della sua riunione il 16 settembre, il consiglio dell'Autorità Portuale ha approvato i contratti per i sistemi di gestione della sicurezza e la costruzione, e il 95% dei contratti necessari per completare la torre era stato firmato. Il 10 ottobre, vengono versati oltre 520 metri cubi di calcestruzzo per il nucleo in calcestruzzo della torre, portandolo poco sopra il livello della strada.

L'11 febbraio 2009, la torre raggiunge 32 m sopra il livello stradale. Il 2 luglio 2009, oltre 1 200 metri cubi di calcestruzzo vengono versati per formare le parti del livello stradale della piazza. Il 13 agosto, i costruttori dell'1 WTC installano una della grandi colonne dell'edificio. Ogni colonna in acciaio è stata fusa in una fabbrica in Lussemburgo, sono alte tutte circa 18 metri.

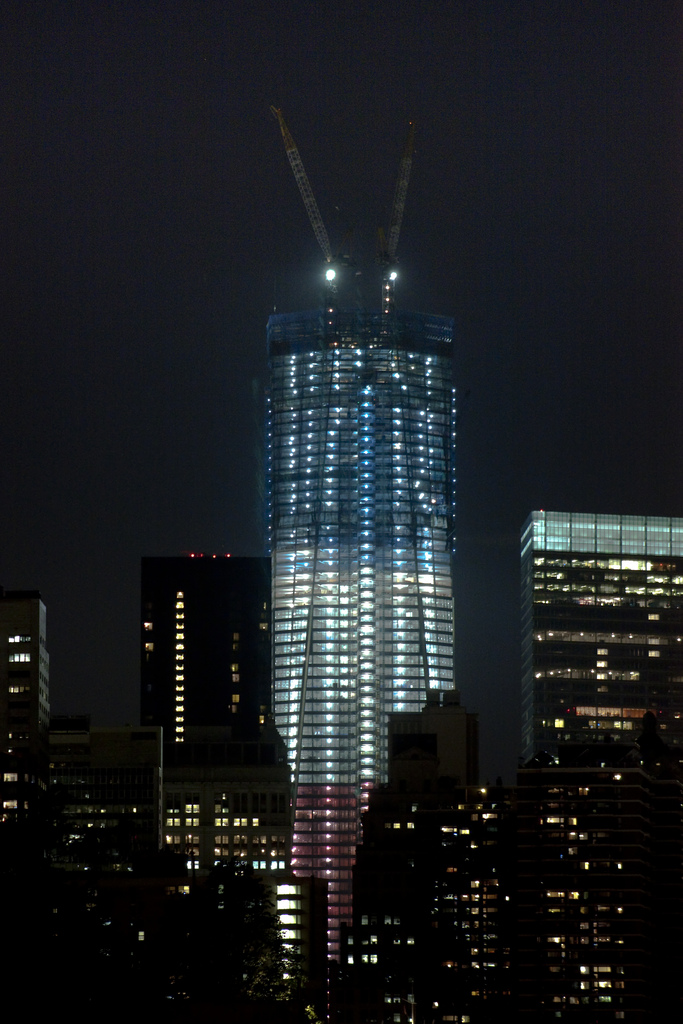
L'One World Trade Center illuminato di rosso, bianco e blu per commemorare il 10º anniversario dell'11 settembre il 10 settembre 2011.

Entro il 1º novembre 2009, le 24 colonne perimetrali dello 1 WTC erano tutte erette, e la costruzione del secondo piano era quasi completa.

### 2010-2011
L'installazione di acciaio e cemento continuò per tutto il 2010. Il quinto piano venne terminato il 16 gennaio. Nel mese di febbraio, iniziò la costruzione al sesto piano e l'Autorità Portuale annunciò che la sovrastruttura in acciaio della torre aveva raggiunto 61 m sopra il livello stradale. Ad aprile l'edificio aveva raggiunto 26 piani.
Nel maggio 2010, l'Autorità Portuale dichiarò che stavano costruendo un piano a settimana, ed era previsto che lo 1 WTC avrebbe raggiunto 55 piani entro la fine del 2010.
Il 13 luglio 2010, i lavoratori ritrovarono i resti di un veliero del XVIII secolo presso il World Trade Center durante gli scavi per il centro sotterraneo di sicurezza, venne trovata anche un'ancora, probabilmente dello stesso veliero.
Ad ottobre 2010, la struttura in acciaio della torre aveva raggiunto 44 piani, e da novembre, si prepararono i pannelli della facciata in vetro per la successiva installazione, con i pannelli da assemblare tra i piani 20 e 24. A metà novembre, l'acciaio della torre aveva raggiunto i 48 piani.
L'Autorità Portuale ha annunciato il 16 dicembre 2010 che la torre aveva raggiunto il 52º piano, ed era salita ad oltre 180 m. Nel febbraio 2011, la torre aveva raggiunto il 56º piano, 203 m sopra il livello della strada, con i pannelli di vetro che avevano raggiunto il 27º piano. Il 12 maggio 2011, sono stati annullati i piani per l'installazione di vetro prismatico a causa di alcuni problemi tecnici. Entro giugno 2011, la torre aveva raggiunto il 70º piano, con i pannelli di vetro e i pavimenti in calcestruzzo che raggiungono il 45º e 63º piano, rispettivamente. Alla fine di agosto, la torre aveva raggiunto l'80º piano, con i pannelli di vetro e la pavimentazione in calcestruzzo che raggiungono il 53º e 72º piano, rispettivamente.
L'11 settembre 2011, dieci anni dopo la distruzione dell'originale World Trade Center, la struttura in acciaio della torre ha raggiunto l'82º piano, mentre il pavimento il 72º e il rivestimento in vetro ha raggiunto il 56º piano. Il 30 settembre 2011, la struttura in acciaio della torre ha raggiunto l'84º piano, arrivando all'altezza di 320 m sopra il livello stradale, il rivestimento con i pannelli di vetro il 59º e la pavimentazione in calcestruzzo ha raggiunto il 76º. A questo punto, la torre incompleta è diventata chiaramente visibile nello skyline, superando le torri circostanti. Alla fine di ottobre 2011, la torre è diventata il terzo edificio più alto di New York, superando il Chrysler Building e il New York Times Building.

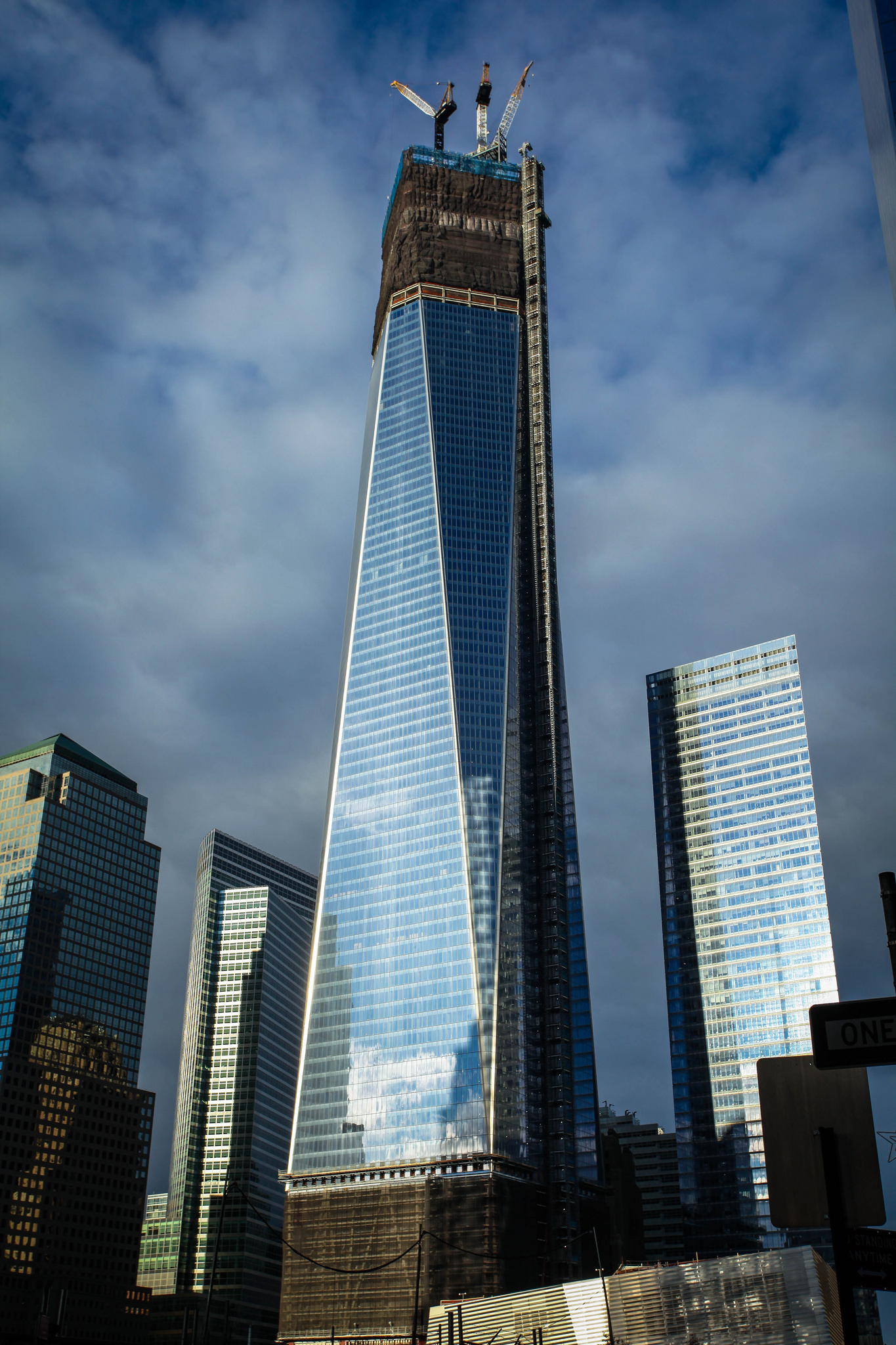
L'One World Trade Center in costruzione il 24 novembre 2012.

Durante la costruzione la torre è stata illuminata con colori speciali in diverse occasioni. L’11 settembre, è stata illuminata con i colori della bandiera americana per commemorare il 10º anniversario degli attacchi terroristici dell'11 settembre. Il 27 ottobre, è stata illuminata in rosa in onore del mese per la prevenzione del cancro al seno e l'11 dicembre, l'Autorità Portuale ha illuminato la torre con luci multicolori per celebrare le vacanze invernali.
All'inizio di dicembre, l'acciaio della torre ha raggiunto il 90º piano, l'altezza della torre è quindi arrivata a 340 m sopra il livello stradale. Il 27 dicembre 2011, la struttura in acciaio della torre è arrivato al 92º piano, mentre i pannelli di vetro hanno raggiunto il 69º piano e il pavimento in cemento è arrivato all'84º.

### 2012-2013
Il 1º gennaio 2012, la struttura in acciaio della torre ha raggiunto il 92º piano (348 m), mentre i pannelli di vetro hanno raggiunto il 69º piano e il pavimento in cemento è completato fino all'85º. Alla fine di gennaio, la struttura in acciaio è giunta sino al 94º piano (353 m), il pavimento in cemento l'86º e i pannelli di vetro hanno raggiunto il 70º. A metà febbraio la torre ha raggiunto il 99º piano, il cemento il 90º e i pannelli in vetro il 72º. Il 28 aprile l'acciaio ha raggiunto il 102º piano, il pavimento in cemento il 92º, e i pannelli di vetro il 74º.

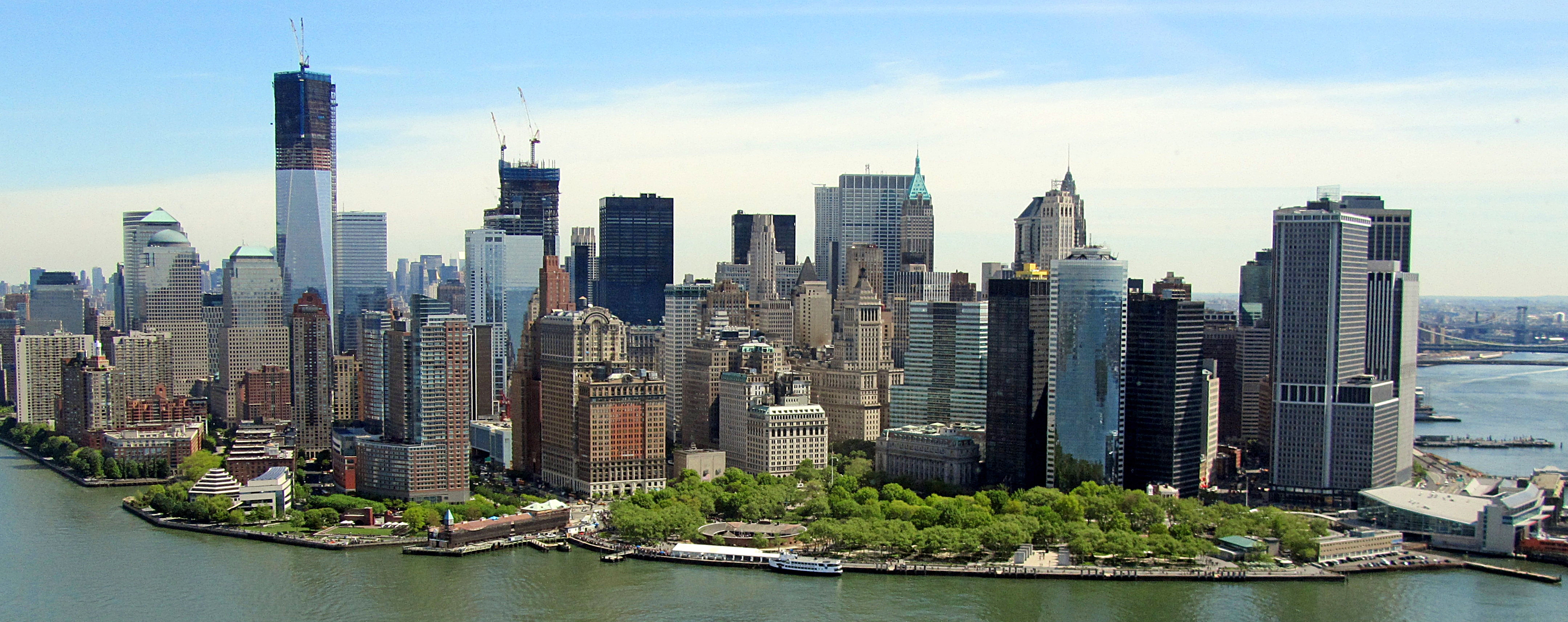
L'One World Trade Center visto da un elicottero il 30 aprile 2012, è ben visibile anche il 4 WTC in costruzione.

Il 30 aprile 2012 la Freedom Tower supera i 381 metri di altezza del tetto dell'Empire State Building, diventando il grattacielo più alto di New York senza considerare nient'altro oltre l'ultimo piano.
A maggio 2012 viene annunciato che la guglia che avrebbe dovuto nascondere l'antenna non sarebbe stata installata. Questo ha provocato dei problemi: infatti senza la guglia rimarrà solo l'antenna e l'altezza dell'edificio scenderebbe da 1776 piedi a 1368 piedi; ciò farebbe diventare lo 1 WTC non più il grattacielo più alto di New York, ma il secondo più alto dopo il 432 Park Avenue.
Il 2 giugno 2012 un incendio è scoppiato all'89º piano, ma è stato fortunatamente spento dai vigili del fuoco di New York prima di causare dei danni o delle lesioni strutturali all'edificio. L'incendio non è stato dichiarato sotto controllo fino al 9:13 del mattino, quasi due ore dopo dallo scoppio; gli sforzi per spegnerlo sono stati ritardati a causa del fatto che, nella torre, i tubi da collegare agli idranti erano vuoti.
Il 7 giugno 2012 la struttura in acciaio è al 103º piano, il pavimento al 94º, e i pannelli di vetro al 76º, manca quindi un piano per completare la struttura fino al tetto.
Il 22 giugno, la struttura in acciaio è al 104º piano, il pavimento al 94º, e i pannelli di vetro all'80º. In seguito però la costruzione ha subito qualche ritardo a causa delle elevate temperature. Quando la temperatura si è abbassata (metà luglio 2012) gli operai hanno cominciato ad installare il parapetto in acciaio della parte superiore dello 1 WTC. A fine luglio tutte le colonne che sostengono il parapetto sono state installate. Durante il mese di agosto inizia il rivestimento del parapetto e il 10 agosto i pavimenti in cemento raggiungono il 93º piano e il rivestimento esterno l'82º.
Lo 1 WTC ha raggiunto la massima altezza del tetto (che comprende anche il parapetto) ad ottobre 2012.
Iniziati i lavori di rivestimento della base e di sistemazione della piazza sottostante, conclusisi nell'autunno 2013, la Freedom Tower ha visto il suo definitivo completamento il 30 giugno 2013, con l'installazione dell'antenna.
Il 3 novembre 2014 c'è stata l'apertura con il trasferimento dei primi impiegati negli uffici.

## Completamento e costi stimati
L'One WTC era originariamente previsto per essere completato e aperto nel 2011, ma un rapporto di ottobre 2008 della PANYNJ ha rimandato il completamento stimato della torre verso la fine del 2012, con il budget totale stimato leggermente in crescita (circa 3,1 miliardi di dollari). Il 30 gennaio 2012, il costo della costruzione è salito a 3,8 miliardi di dollari (a causa della crisi) che lo hanno reso il grattacielo più costoso al mondo. La torre è stata aperta il 3 novembre 2014.

## Proprietari e inquilini
L'One World Trade Center è quasi completamente di proprietà della Port Authority of New York and New Jersey. Infatti circa il 5% del palazzo fu venduto alla Durst Organization, una società privata immobiliare, che in cambio diede un investimento di almeno 100 milioni di dollari. Essa ha anche il compito di gestire l'edificio per la Port Authority.

### Inquilini governativi
Nel 2006, lo Stato di New York ha firmato un contratto per occupare, per 15 anni, circa 38 600 metri quadrati all'interno dello 1 WTC, con la possibilità di estendere la durata del contratto e di occupare fino a 90 000 metri quadrati. La General Services Administration (GSA) inizialmente aveva concordato di occupare circa 59 900 metri quadrati di spazio, e il New York State's Office of General Services (OGS) altri 38.300. Tuttavia, nel mese di luglio 2011, il GSA ha ceduto gran parte dello spazio che aveva affittato alla Port Authority, e l'OGS si è ritirata dal contratto di locazione. Nel mese di aprile 2008, la Port Authority ha annunciato che stava cercando un offerente per i 1 700 metri quadrati del ponte di osservazione al 102º piano della torre.

### China Center
Il 28 marzo 2009 è stato annunciato che la Vantone Industrial, con base a Pechino, avrebbe occupato alcuni spazi all'interno dello 1 WTC. Venne così creato un progetto congiunto tra la Port Authority e la Vantone Industrial, il China Center. Questo progetto prevede l'occupazione di 17 727 metri quadrati destinati a creare uno spazio che unirà gli affari e la cultura, esso sarà collocato tra i piani 64 e 69. Questo progetto dovrebbe inoltre aumentare i collegamenti commerciali e culturali tra Cina e Stati Uniti. Il contratto della Vantone Industrial durerà 20 anni e 9 mesi. Durante il mese di aprile 2011 è stato presentato il progetto per gli interni del China Center, realizzato dall'artista cinese Zhou Wei.

### Condé Nast
Il 3 agosto 2010, la casa editrice Condé Nast ha firmato un accordo provvisorio per spostare le sedi e gli uffici delle sue riviste nell'One World Trade Center, occupando circa 90 000 metri quadrati all'interno dell'edificio. Il 17 maggio 2011 la Condé Nast ha raggiunto un accordo per un contratto di locazione, di 2 miliardi di dollari, con la Port Authority per i 90 000 metri quadrati per 25 anni. Il 25 maggio 2011, la Condé Nast ha aumentato lo spazio che avrebbe occupato portando i metri quadrati occupati complessivamente a circa 93 647, gli uffici occupano così 22 piani dal 20º al 41º. Il 17 gennaio 2012, è stato riferito che la Condé Nast avrebbe occupato altri 10 000 metri quadrati aggiungendo altri 3 piani di uffici destinati alla società, questo porta così complessivamente i piani occupati dalla società a 25 dal 20º piano al 44º.

### Inquilini proposti
Il 27 gennaio 2012, è stato annunciato che Chadbourne & Parke, uno studio legale che ha sede a Midtown Manhattan avrebbe firmato un contratto di locazione di circa 30 000 metri quadrati all'interno dell'One World Trade Center. Tuttavia i negoziati si sono improvvisamente interrotti nel marzo del 2012.

## Figure chiave

### Larry Silverstein
Larry Silverstein della Silverstein Properties è l'affittuario del complesso, egli mantiene il controllo del complesso, mentre l'Autorità Portuale ha il pieno controllo degli edifici stessi. Silverstein ha firmato un contratto di locazione di 99 anni per il World Trade Center nel luglio 2001, e oggi continua ad essere attivamente coinvolto nella maggior parte degli aspetti del processo di ricostruzione del sito.

### David Childs
David Childs, che è uno degli architetti preferiti di Silverstein, ha inizialmente collaborato con Daniel Libeskind per la progettazione dell'One WTC. In seguito il design dell'One WTC è stato rivisto proprio da Childs per far fronte ai problemi riguardanti la sicurezza. Essendo l'architetto dell'edificio, era responsabile della supervisione dell'intero progetto durante la sua costruzione.

### Daniel Libeskind

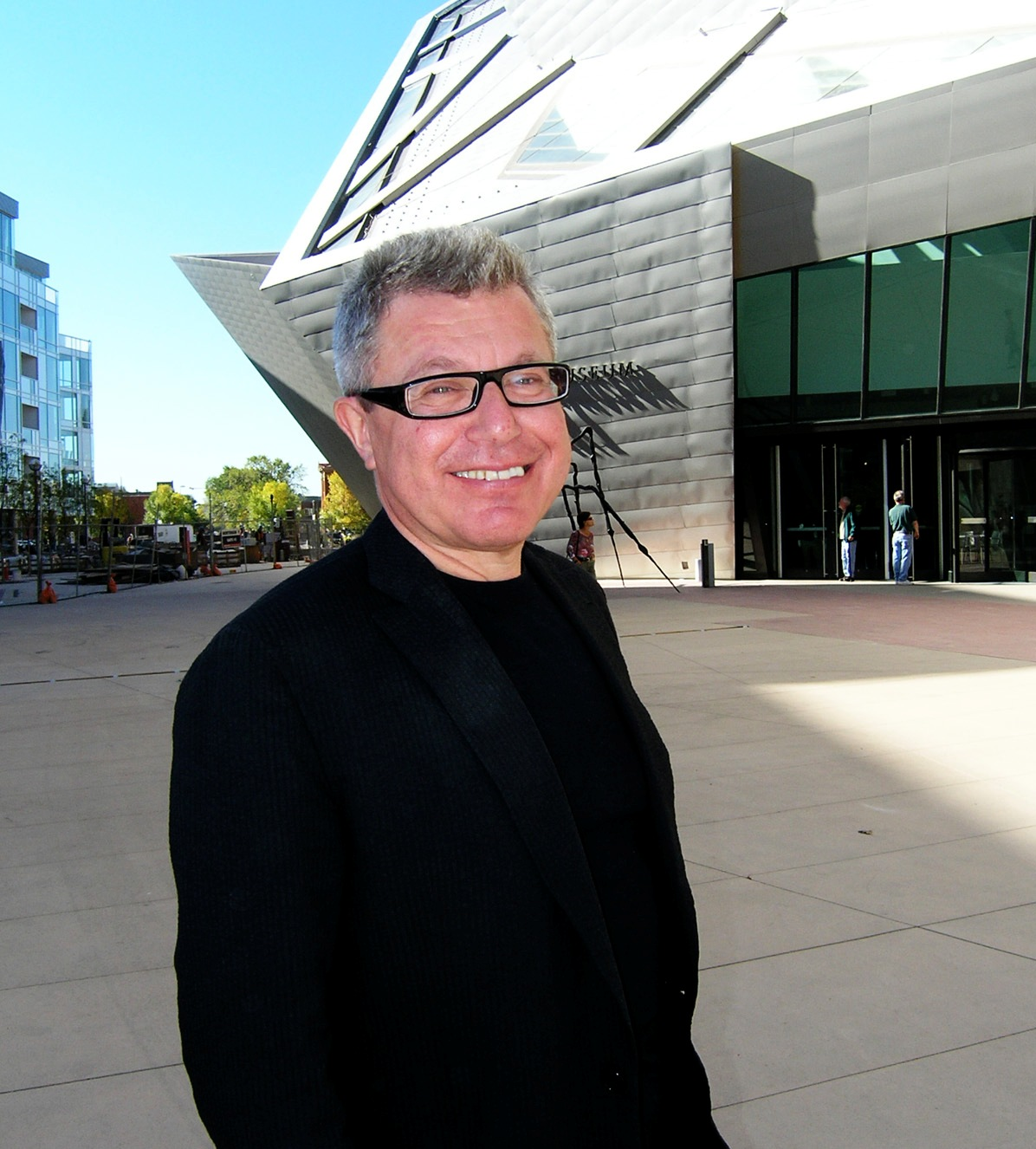
L'architetto Daniel Libeskind ha vinto nel 2002 il concorso per sviluppare un master plan per la ricostruzione del World Trade Center.

Daniel Libeskind è l'architetto che ha vinto il concorso del 2002 per sviluppare un master plan per la ricostruzione del World Trade Center. Egli aveva anche inizialmente realizzato il progetto per l'One WTC: questo progetto includeva giardini nei piani più alti dell'edificio e generatori eolici per produrre energia rinnovabile. Il progetto generò svariati contrasti con le autorità: ad esempio, Libeskind rifiutò di collocare l'edificio vicino alla stazione della PATH perché voleva che la torre si trovasse simbolicamente allineata con la Statua della Libertà. A seguito di vari dissidi, la progettazione degli edifici è stata infine affidata ad altri architetti e del progetto originario di Libeskind non rimane quasi nulla; fra le poche proposte dell'architetto mantenute c'è l'altezza dell'One WTC di 1776 piedi (541 metri), a rappresentare simbolicamente l'anno della dichiarazione d'indipendenza degli USA.

### Dan Tishman
Dan Tishman che insieme al padre John Tishman, costruttore dell'originale World Trade Center, sta collaborando per gestire la costruzione dell'One World Trade Center per la Tishman Realty & Construction.

### Douglas e Jody Durst
Douglas e Jody Durst che sono i co-presidenti della Durst Organization, una società immobiliare che ha investito nel progetto 100 milioni di dollari. La Durst Organization è un'azienda che si occupa dello sviluppo, della gestione e della locazione di spazi commerciali sostenibili. Proprio grazie a loro sono stati affittati numerosi metri quadrati dell'One WTC alla Condé Nast che da molto tempo ha stretti rapporti con la Durst Organization.

## Nella cultura di massa

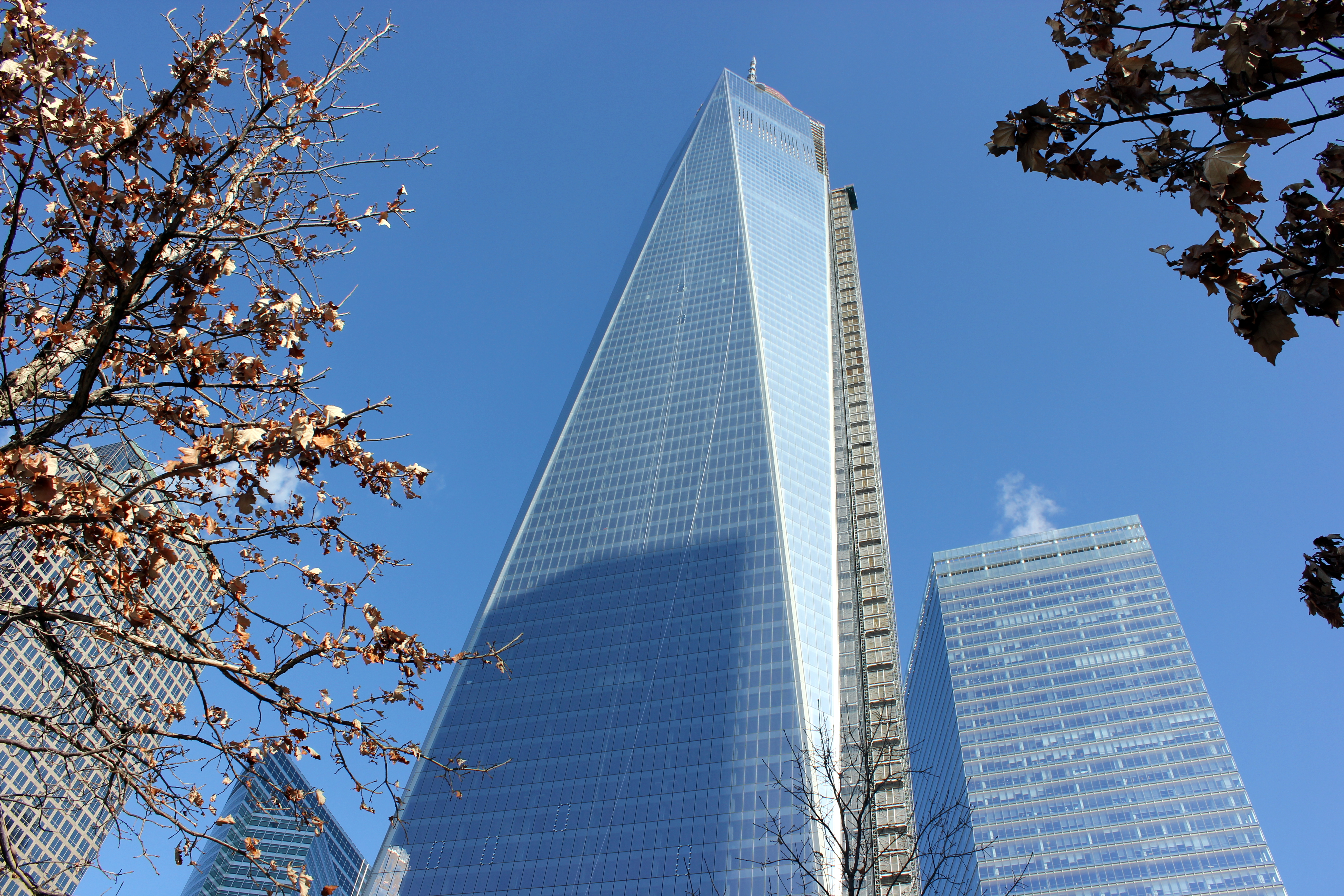
La Freedom Tower o 1 WTC

- La torre completata può essere vista, insieme con le altre torri del World Trade Center, nel videogioco del 2011 Call of Duty: Modern Warfare 3, ambientato nel 2016.
- La torre è vista in costruzione nel film del 2012 Il dittatore durante un tour in elicottero a New York.
- Alla fine del film Men in Black 3, del 2012, quando l'agente J si trova in cima al Chrysler Building, la torre può essere vista in costruzione come parte dello skyline della città.
- La torre incompiuta può essere vista nel film del 2012 Il cavaliere oscuro - Il ritorno come parte dello skyline di Gotham City.
- La torre completata può essere vista nel film del 2012 Madagascar 3 - Ricercati in Europa, durante una scena che raffigura Lower Manhattan.
- La torre completata è raffigurata nel videogioco Spider-Man 3 nello skyline cittadino.
- Due Freedom Tower completate sono visibili nel film del 2006 Cambia la tua vita con un click come parte del futuro skyline di New York.
- La torre completata può essere vista, insieme con le altre torri del World Trade Center, nel film del 2008 Babylon A.D., in cui la Sacerdotessa ha il suo ufficio nel 2 WTC.
- La torre completata viene vista in una Manhattan devastata dalla guerra nel 2021 nell'episodio The Last Sam Weiss del programma Fringe. Nell'episodio si comprende che il National September 11 Memorial & Museum non è stato dedicato alle vittime dell'11 settembre fino al 2021, in realtà, il monumento è stato dedicato alle vittime già nel 2011.
- La Freedom Tower è uno dei livelli della sezione del presente del videogame Assassin's Creed III. Il protagonista Desmond Miles si arrampica sul palazzo in costruzione per lanciarsi con un paracadute, durante la notte del 16 novembre 2012.
- La 1 WTC è presente nella serie tv Mr. Robot, essendo la sede di New York della Evil Corp.
- La Torre 1 WTC si vede in un flashback in bianco e nero ambientato nel 2013 del film Oblivion, scritto, diretto e prodotto da Joseph Kosinski con protagonista Tom Cruise. L'astronauta Jack Harper invita la fidanzata Julia Rusakova (interpretata dall'attrice ucraina Olga Kurilenko) a guardare in un binocolo posto sulla vetta dell'Empire State Building, per vedere il panorama di Manhattan in cui si staglia il 1 WTC e le dice: "Guarda qui dentro e ti farò vedere il futuro" e quando lei ci guarda dentro, lui pone un anello con diamante fra le lenti del binocolo e il 1 WTC. Tale romantica dichiarazione di matrimonio viene ricordata dai due nel 2077 per aiutare il clone, Tech-49, di Jack Harper a recuperare la memoria del suo passato. Il film mette quindi in risalto il fatto che pur essendo Tech-49 un clone del vero Jack Harper, ciò che lo rende comunque propriamente lui e che allo stesso tempo lo classifica come essere umano e non alieno, è la "memoria", cioè la somma dei ricordi del suo passato. La Torre viene quindi con questa scena assimilata a due simbolismi, quello della memoria (la Torre è infatti costruita sul sito dove prima sorgevano le Twin Towers) e il fatto che il suo design architettonico ricordi quello di un immenso diamante.
- La Freedom Tower in costruzione è visibile nei cambi di scena della serie tv Suits.

## Azioni speciali
Nel marzo del 2014, un basejumper ha pubblicato un video realizzato a settembre 2013, durante il quale il suo salto è stato girato di notte dal tetto dell'One World Trade Center. Dopo aver saltato la base, è atterrato in West Street a Manhattan.
Nel novembre 2015, l'artista Donald Martiny è stato invitato a verniciare due opere per l'One World Trade Center. Poiché il suo lavoro era molto grande e non poteva essere prodotto nel suo studio, Martiny ha lavorato davanti a un pubblico durante gli orari di apertura del centro. Le sue opere si chiamano Lenape (dal nome della tribù indiana che popolava gran parte degli attuali stati di New York e New Jersey e Unami (dal nome dell'ormai estinta lingua dei Lenape).

## Cronologia di costruzione

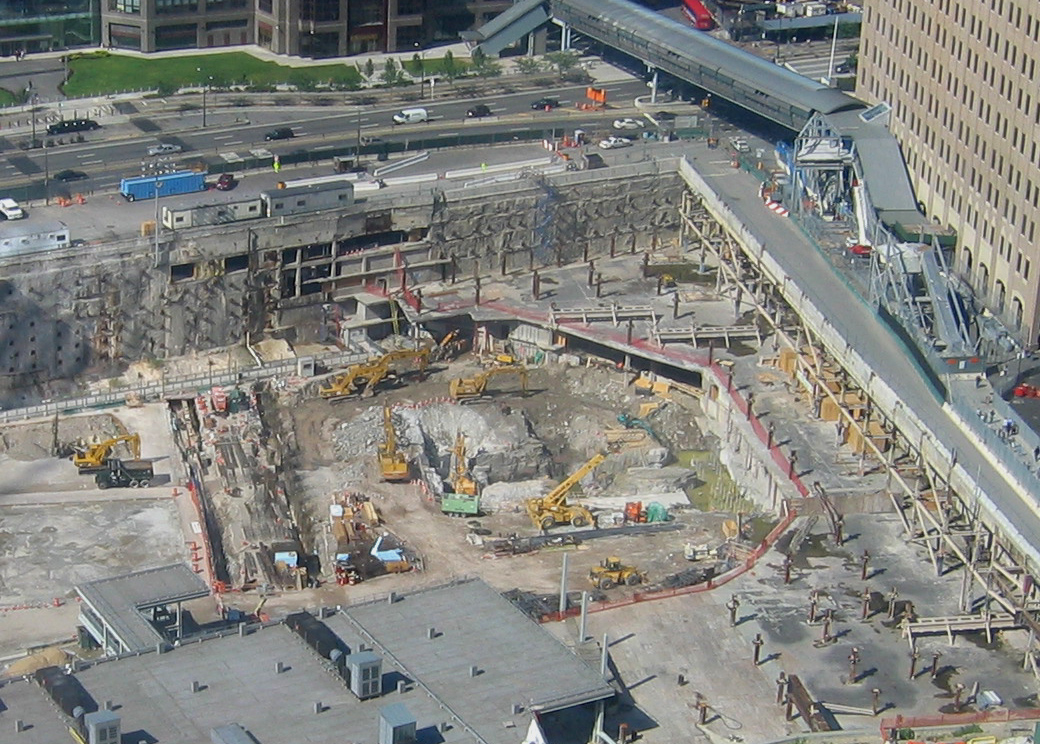
Costruzione in calcestruzzo, 7 ottobre 2006.
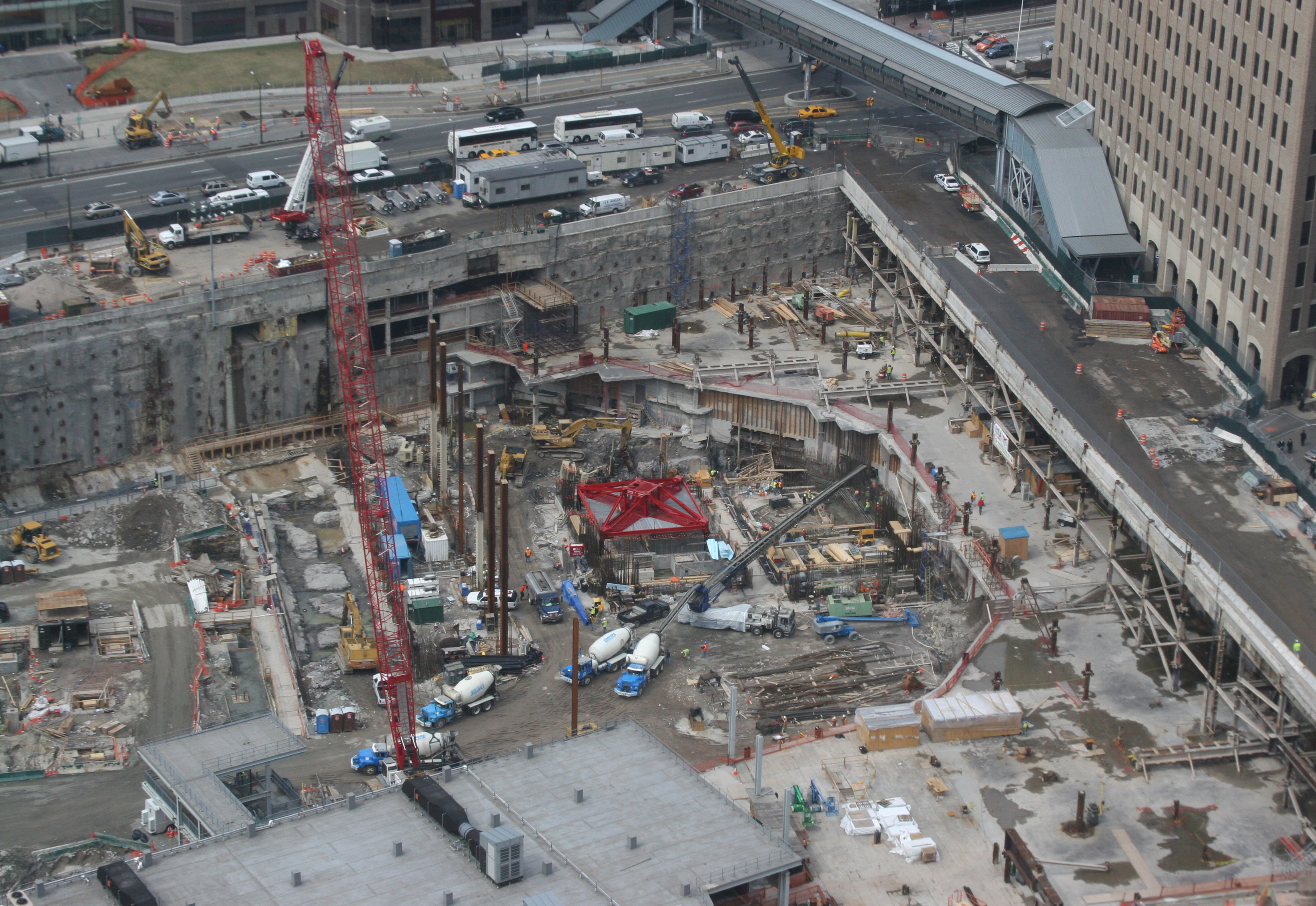
Installazione dell'acciaio, 26 marzo 2007.
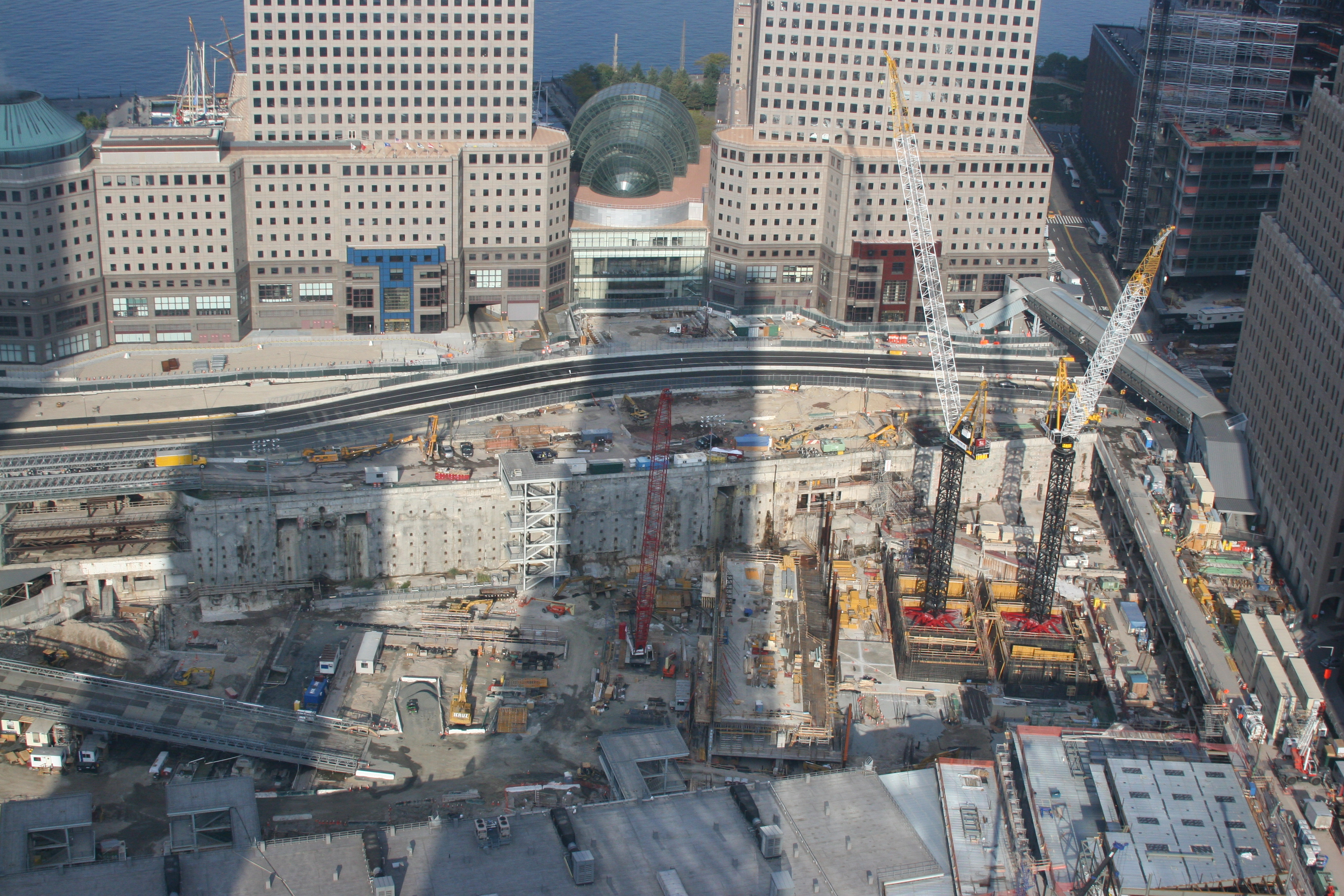
Costruzione fondamenta, 7 ottobre 2007.
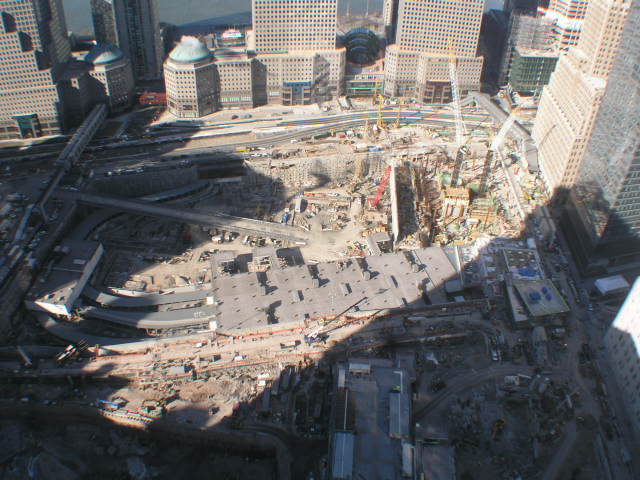
21 gennaio 2008.
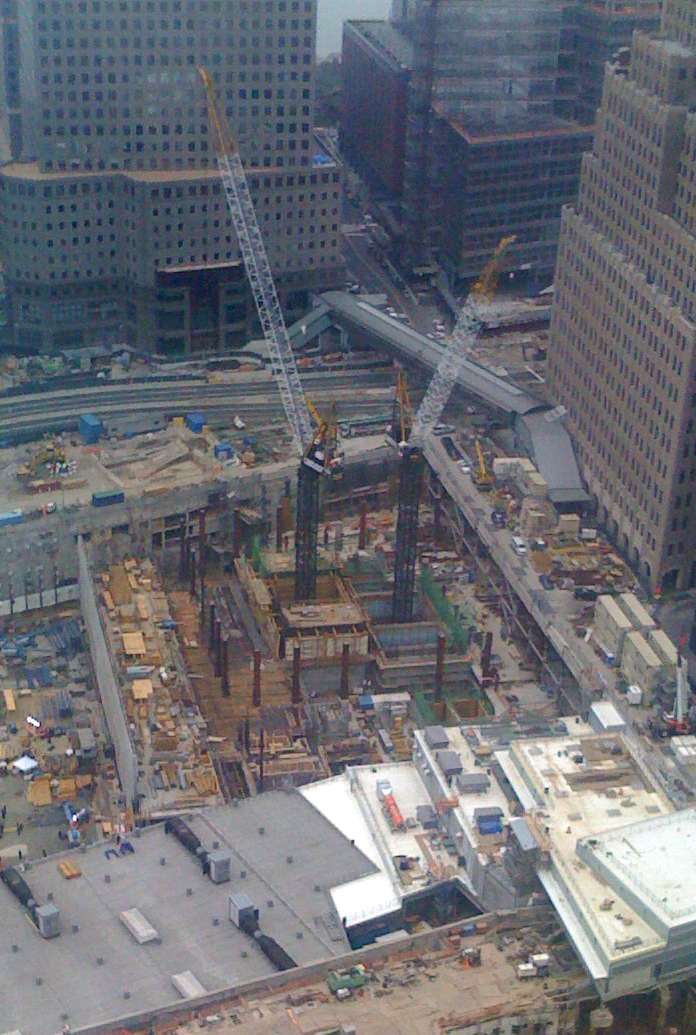
Fondamenta in calcestruzzo, 20 aprile 2008.
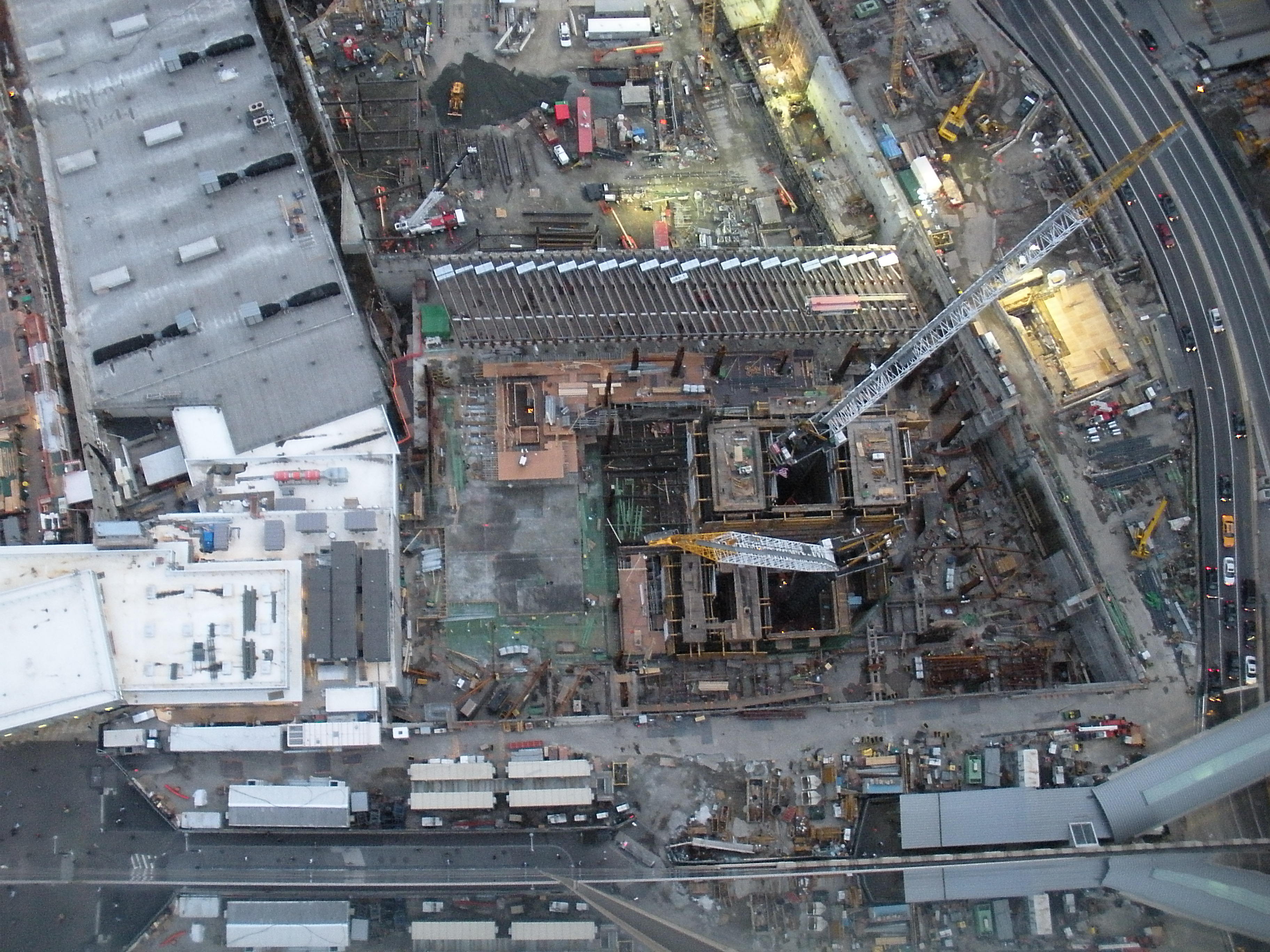
10 settembre 2008.
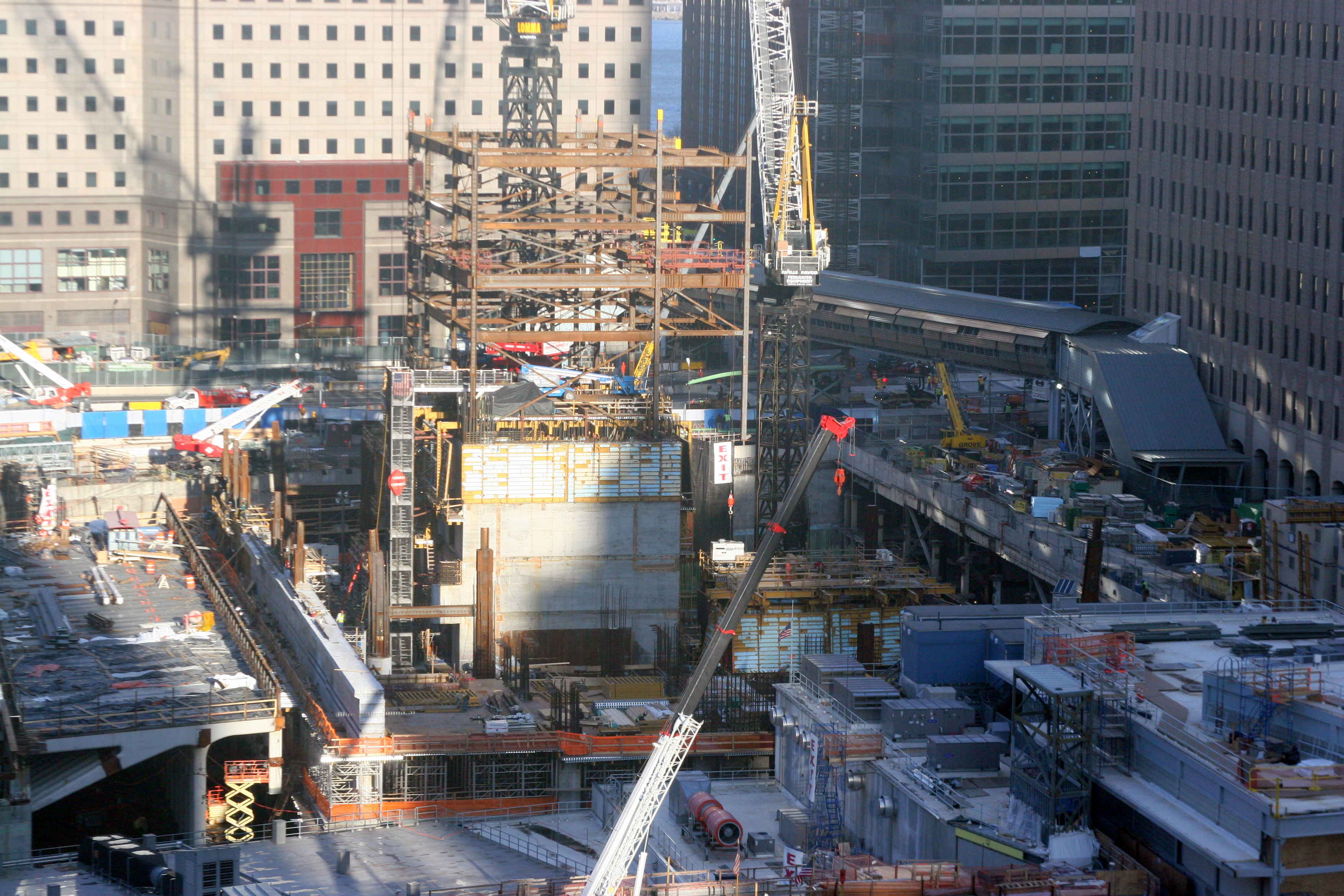
Il WTC sopra il livello della strada, 28 febbraio 2009.
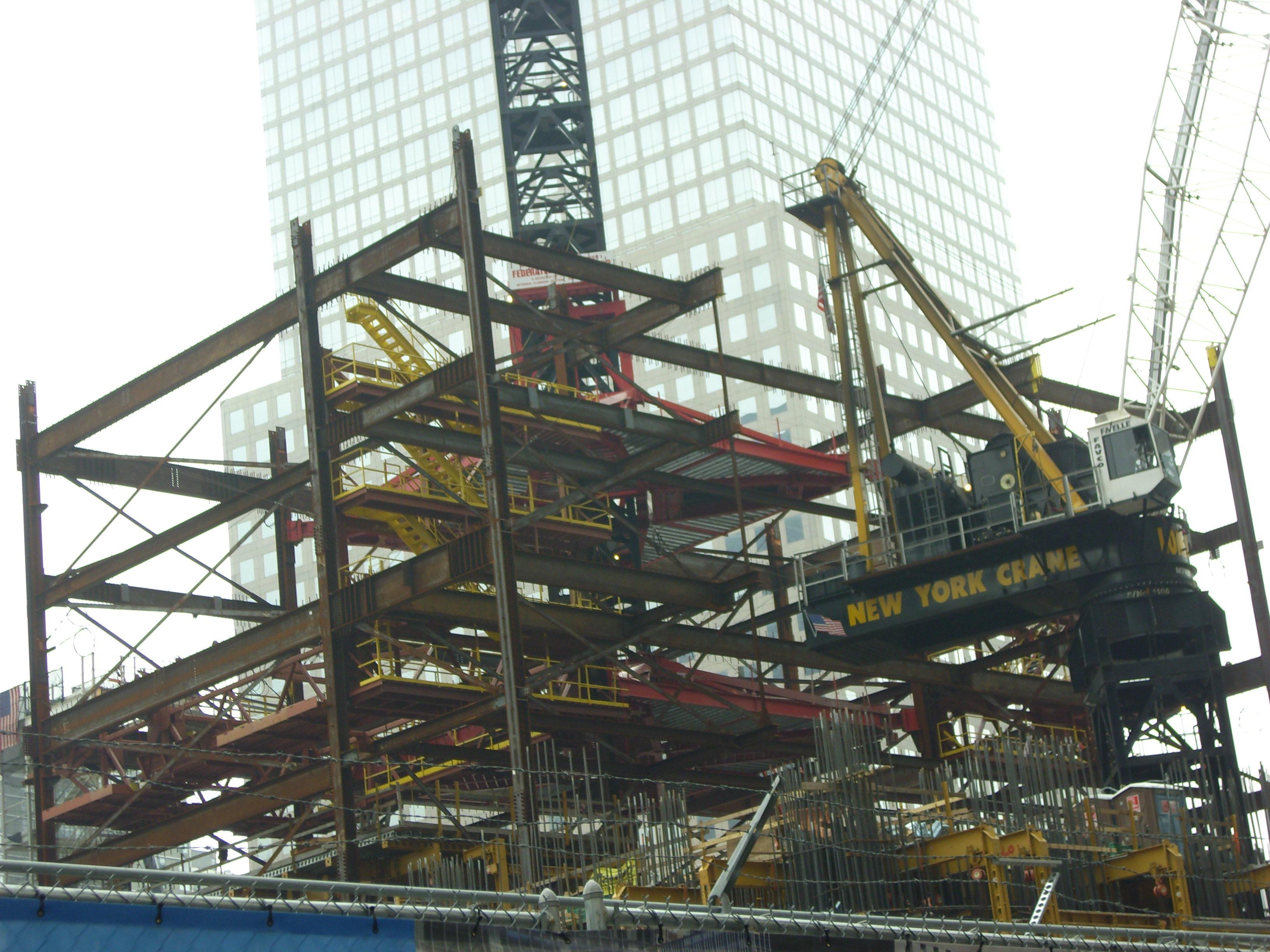
Il WTC visto dal livello della strada il 29 luglio 2009.
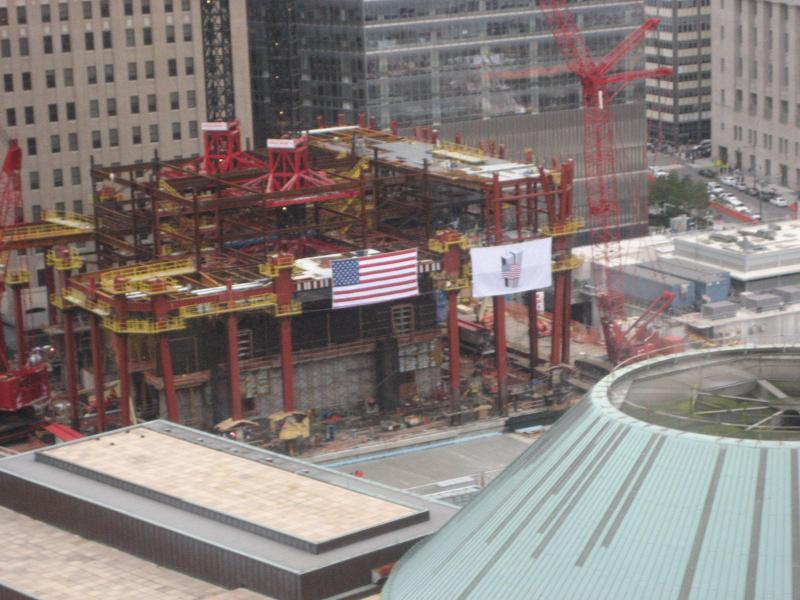
31 ottobre 2009.
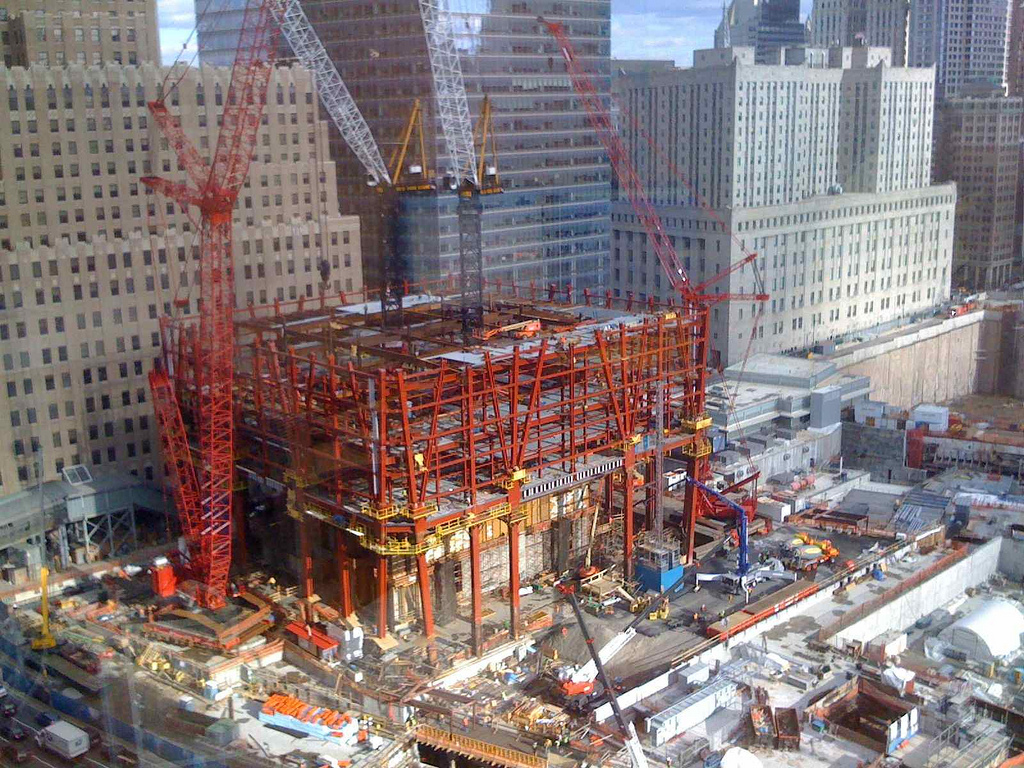
La costruzione raggiunge il 17º piano, 10 dicembre 2009.
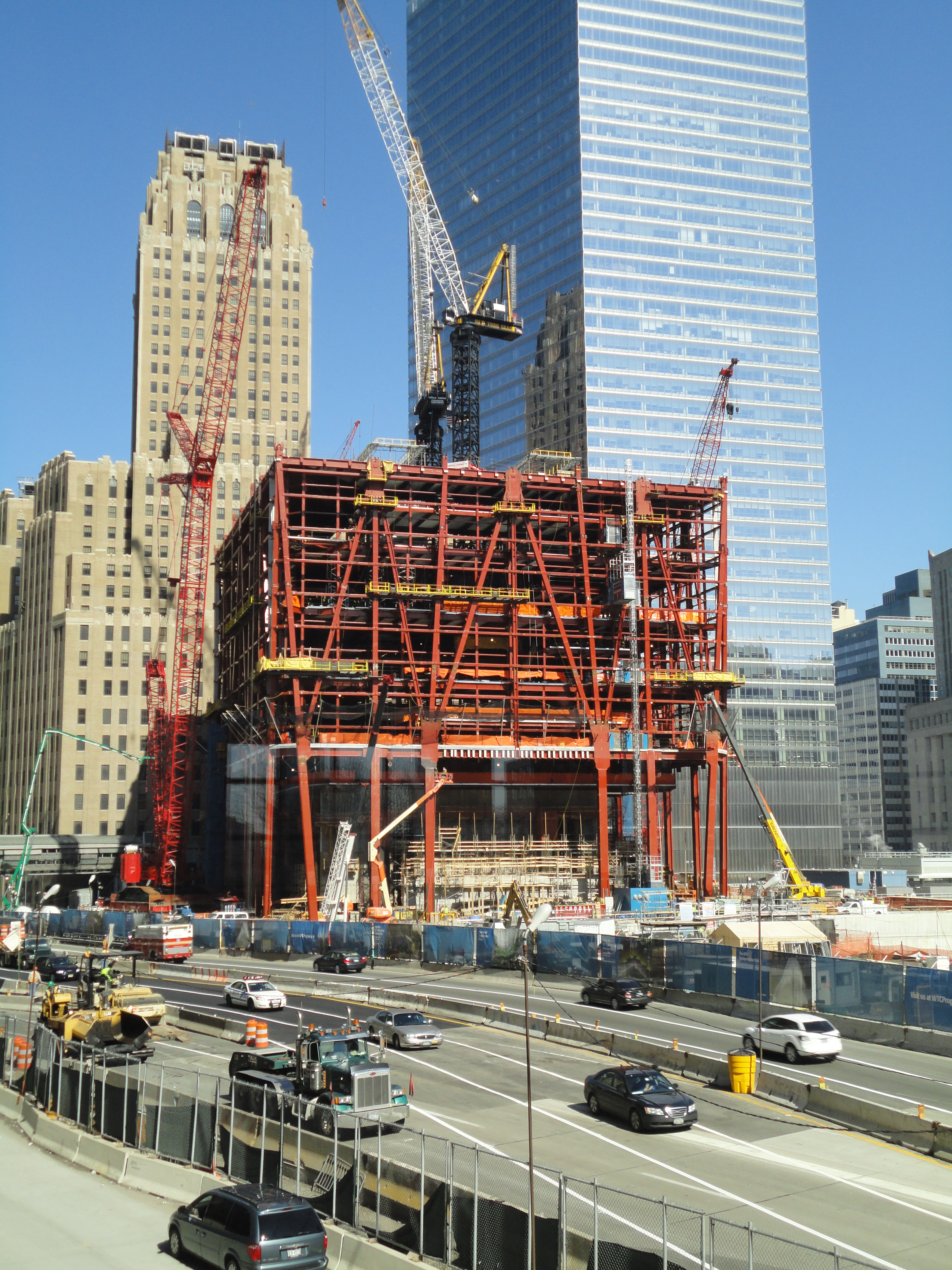
Vista dal World Financial Center, 8 marzo 2010.
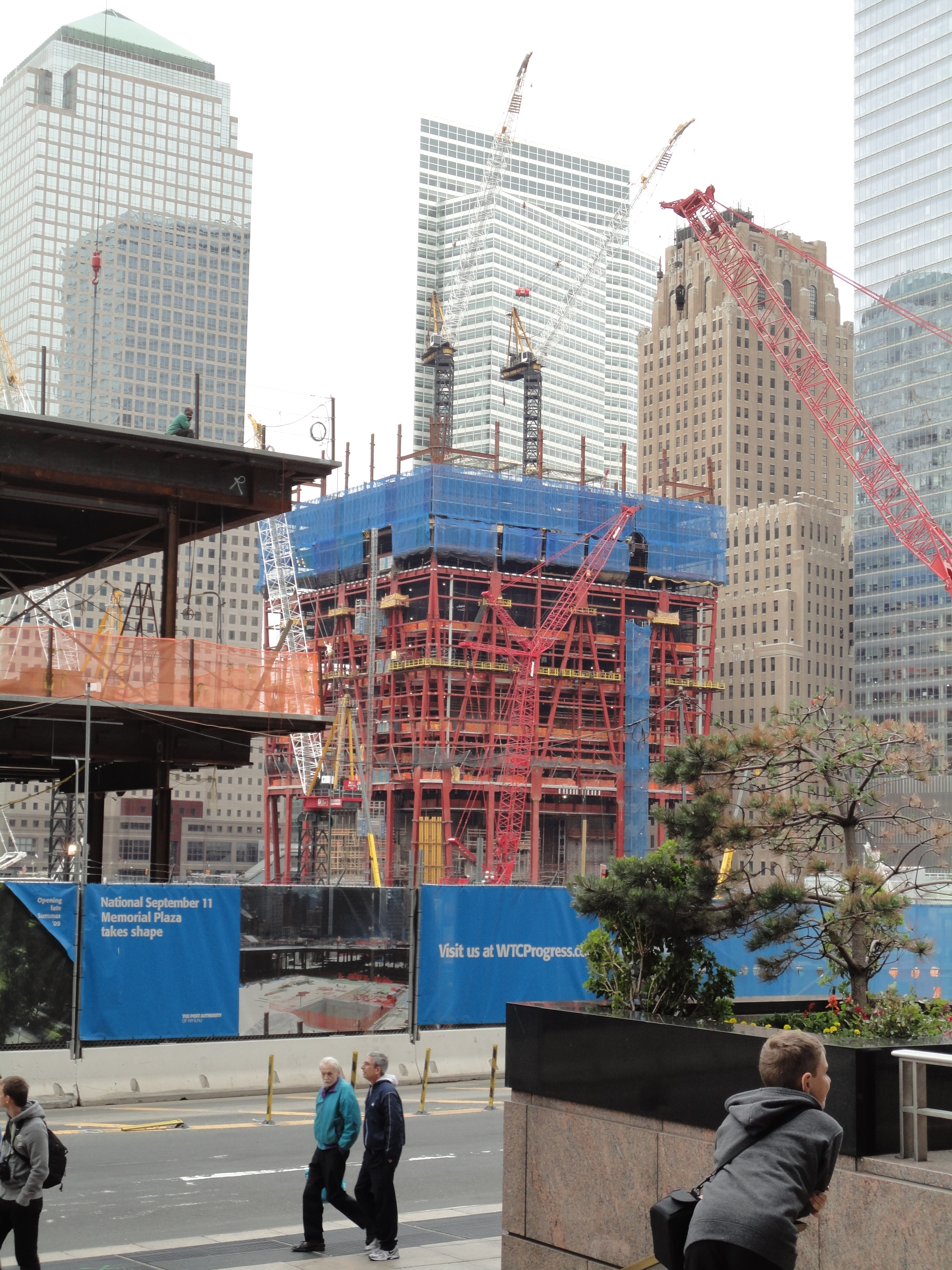
Vista da Church Street, l'11 maggio 2010 l'acciaio raggiunge il 24º piano.
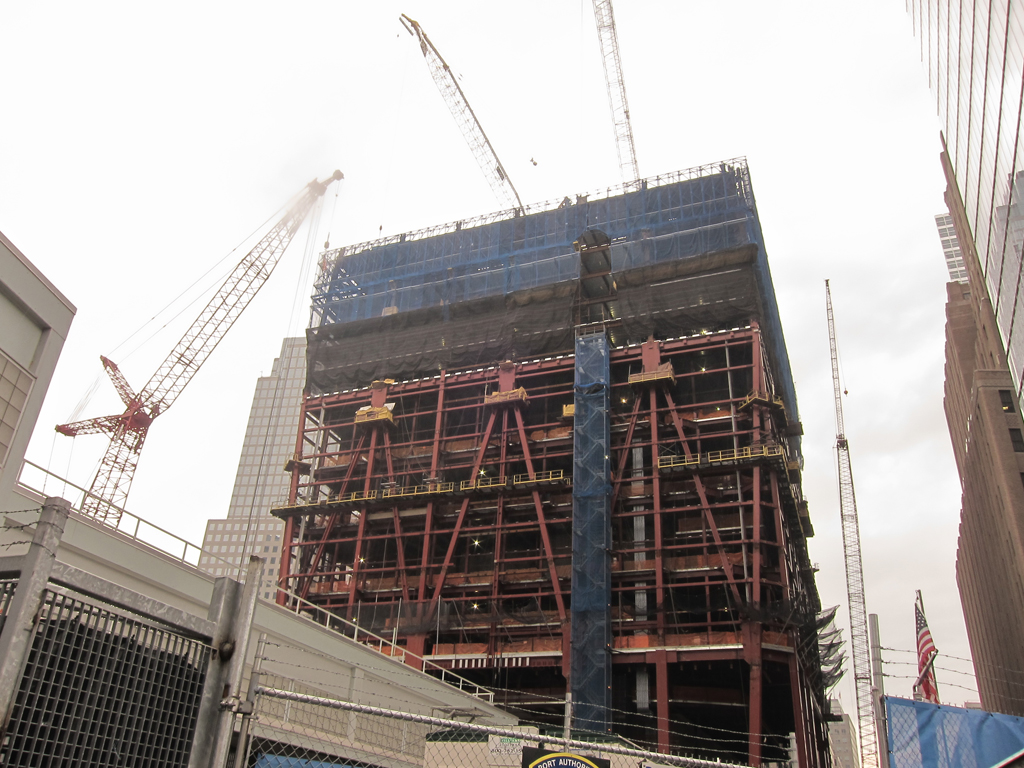
Vista dall'ingresso della stazione PATH, il 10 giugno 2010 l'acciaio raggiunge il 26º piano.
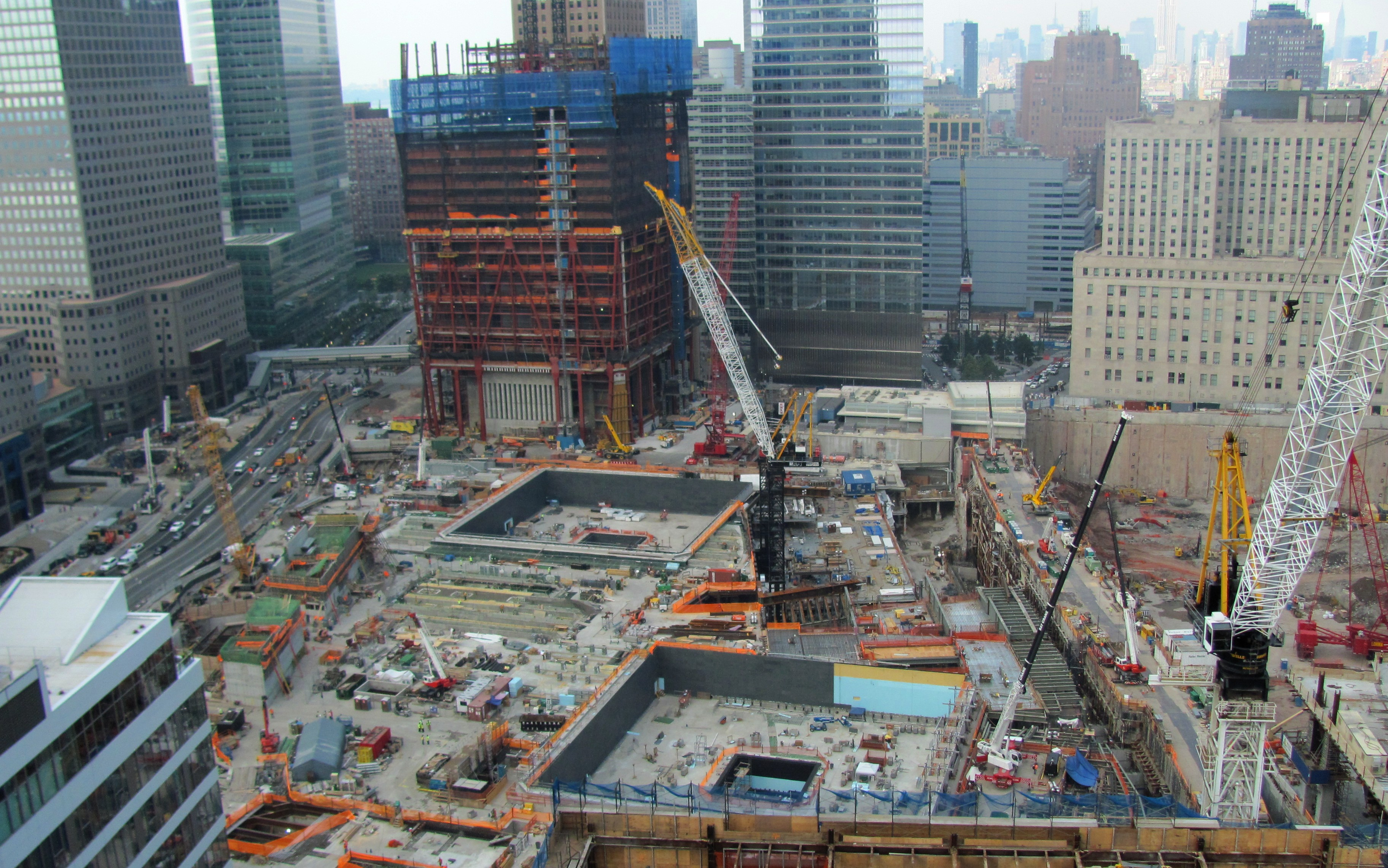
Il 28 luglio 2010 l'acciaio raggiunge il 30º piano.
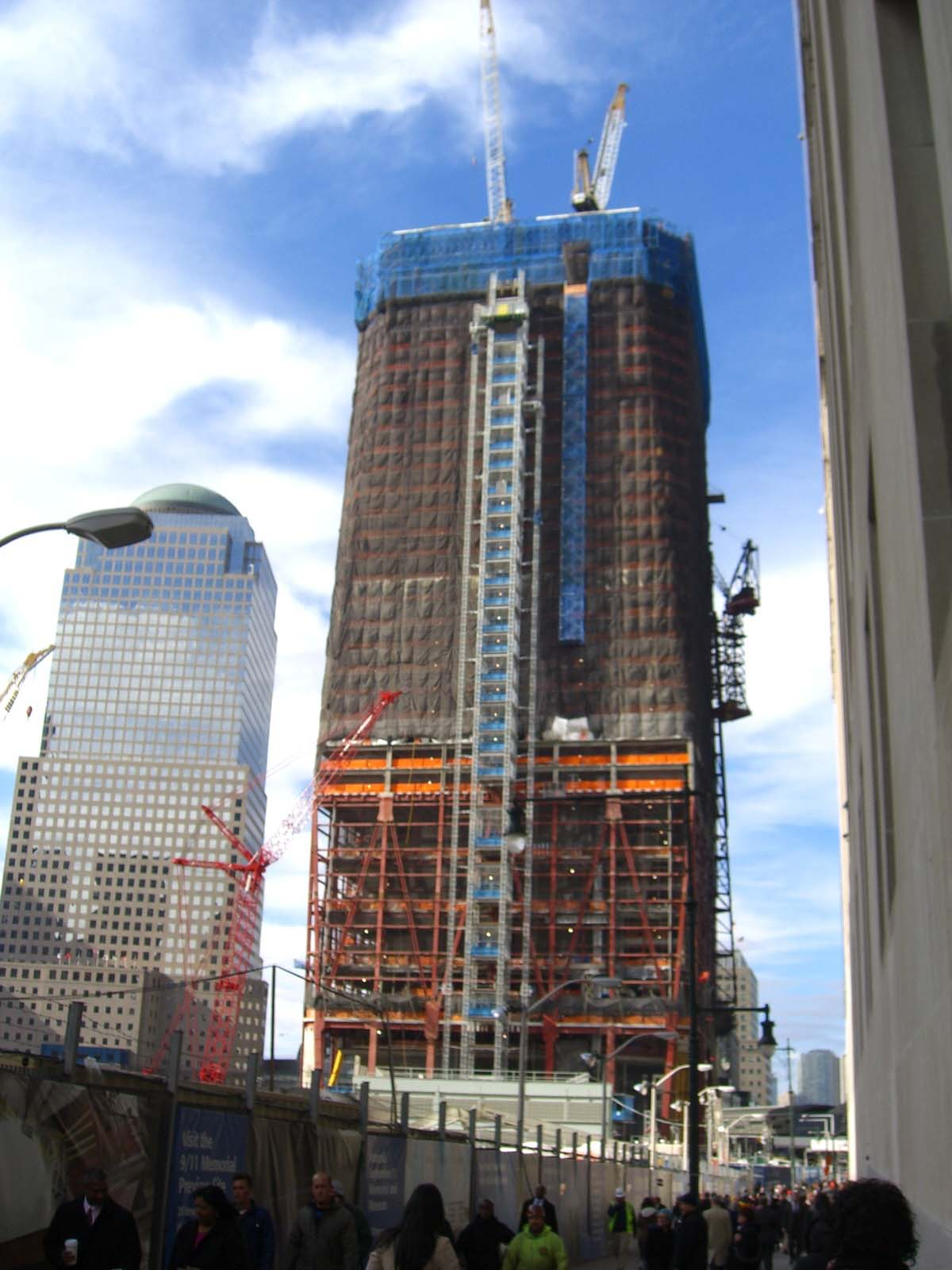
L'One World Trade Center raggiunge il 48º piano il 10 novembre 2010.
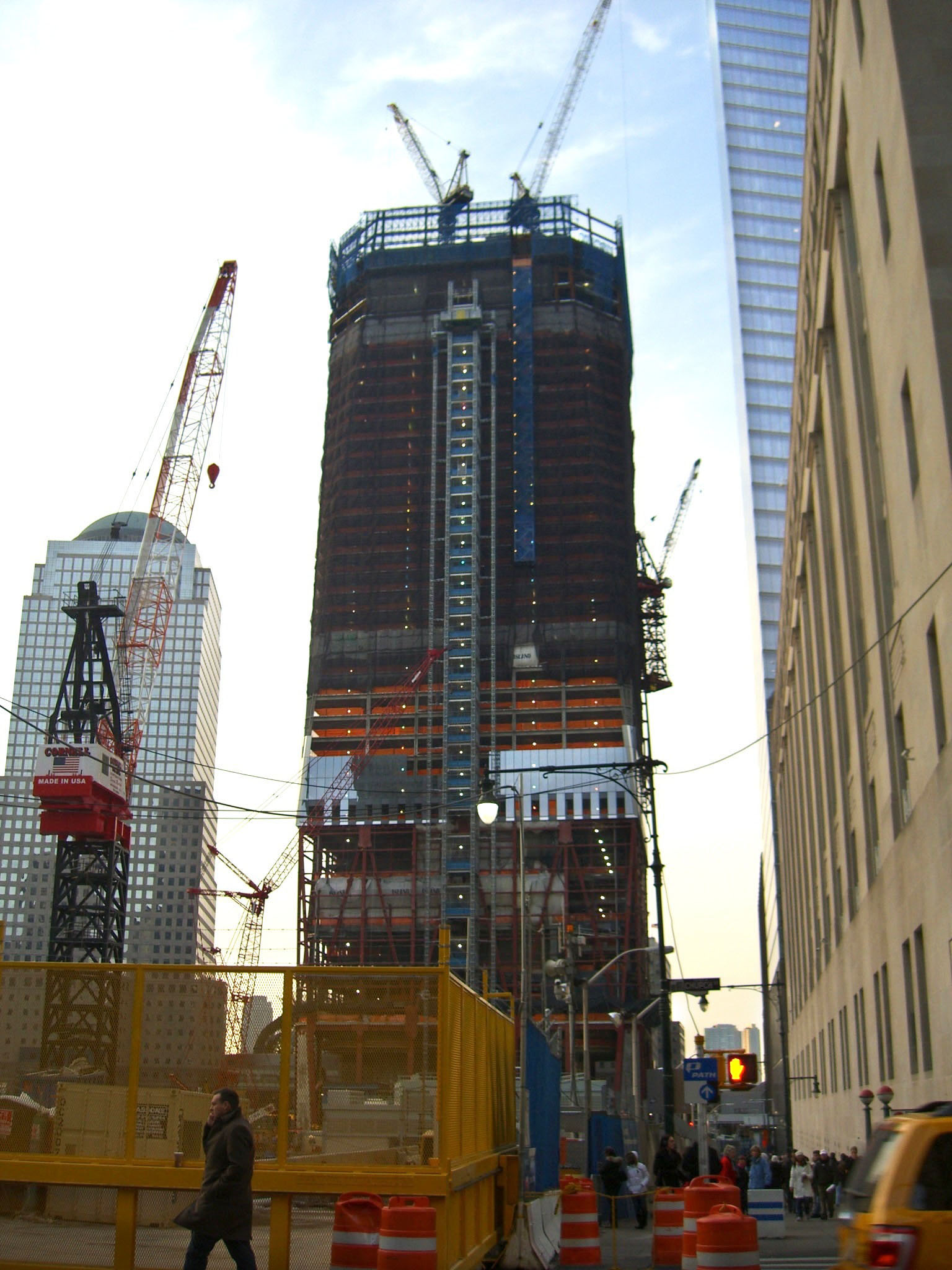
Il 19 dicembre 2010 l'acciaio raggiunge il 52º piano.
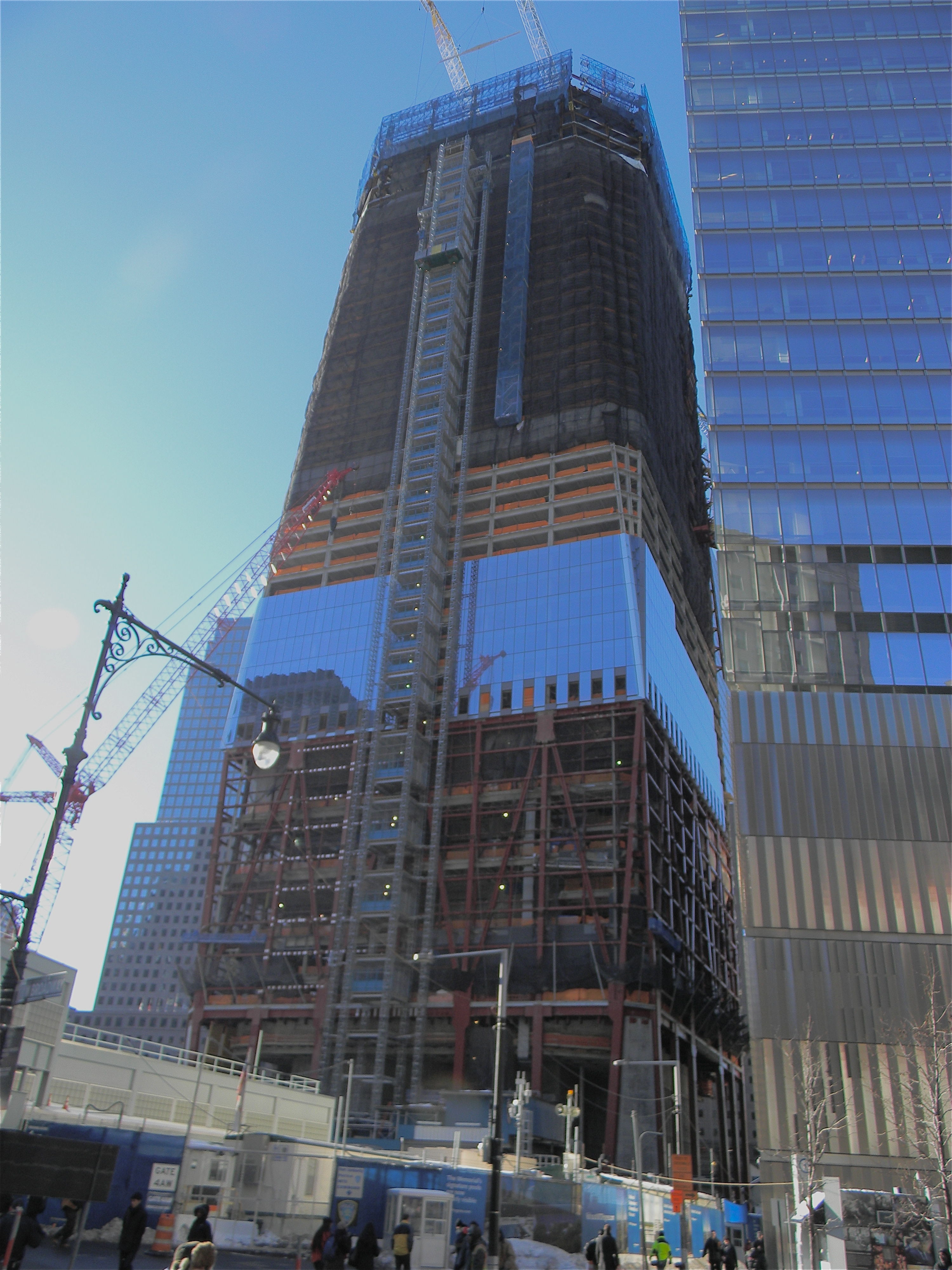
A partire dal 13 gennaio 2011, la facciata di vetro è ben visibile.
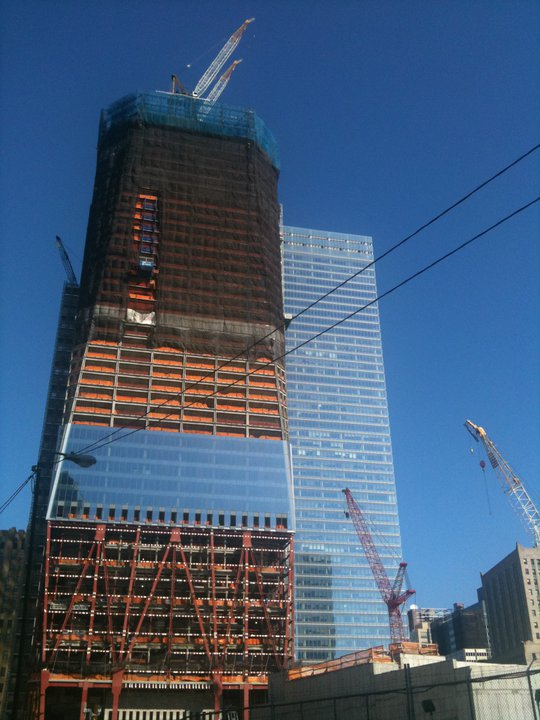
Vista da West Street il 5 febbraio 2011. Il Seven World Trade Center è visibile sullo sfondo a destra. L'acciaio raggiunge il 56º piano.
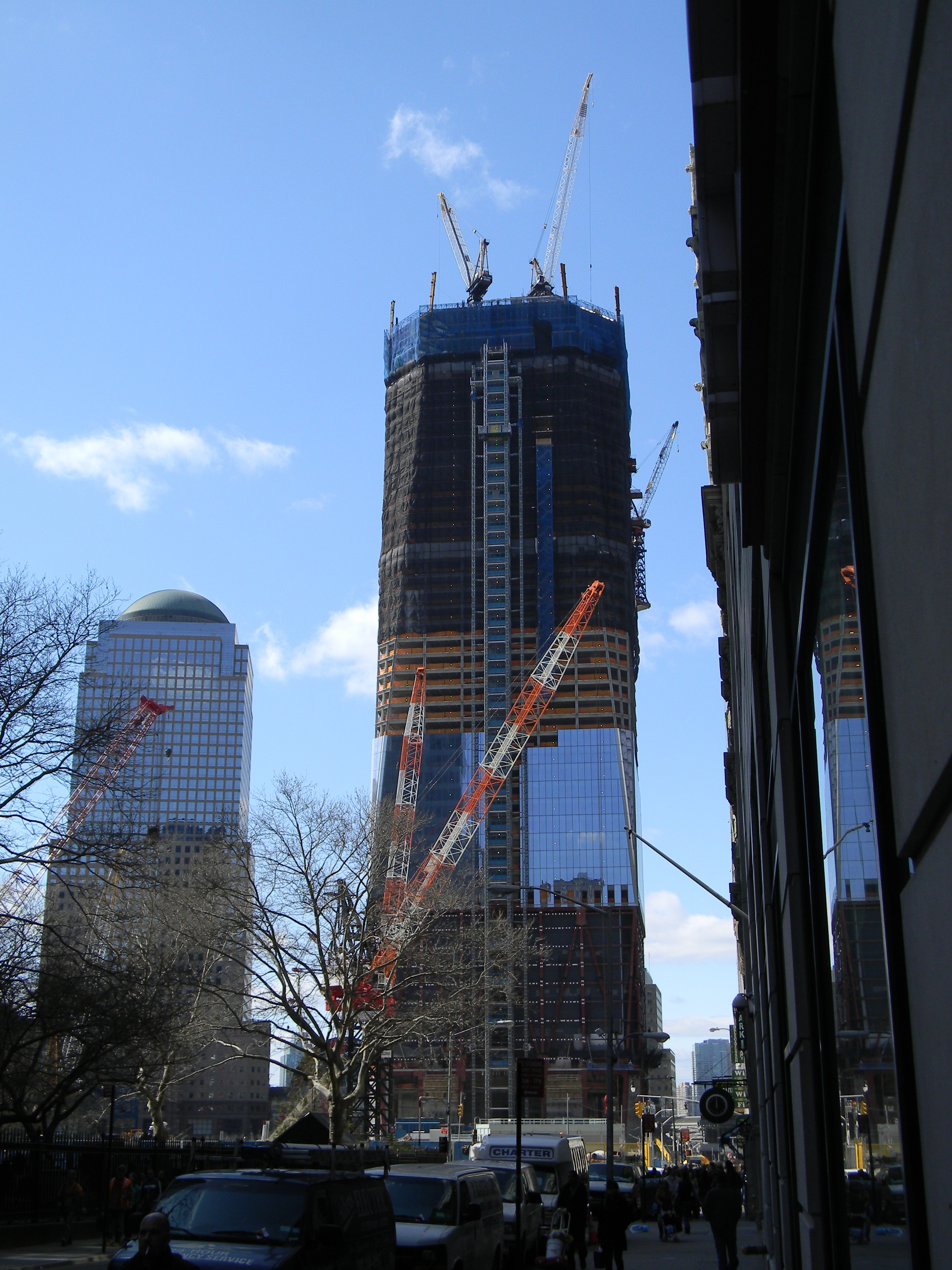
19 marzo 2011, le costruzioni raggiunge il 60º piano.
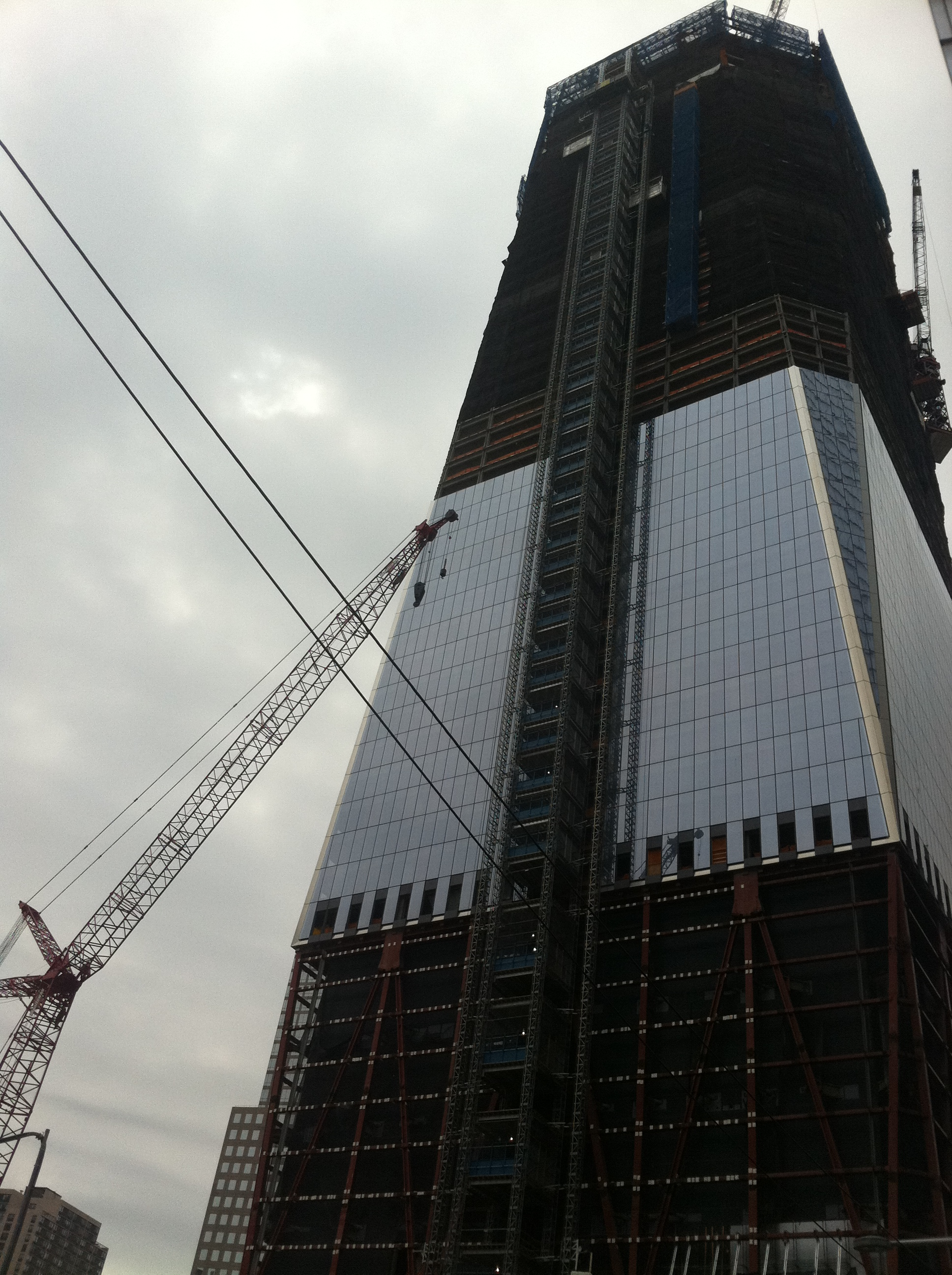
2 maggio 2011, l'acciaio raggiunge il 64º piano e la facciata in vetro il 36º.
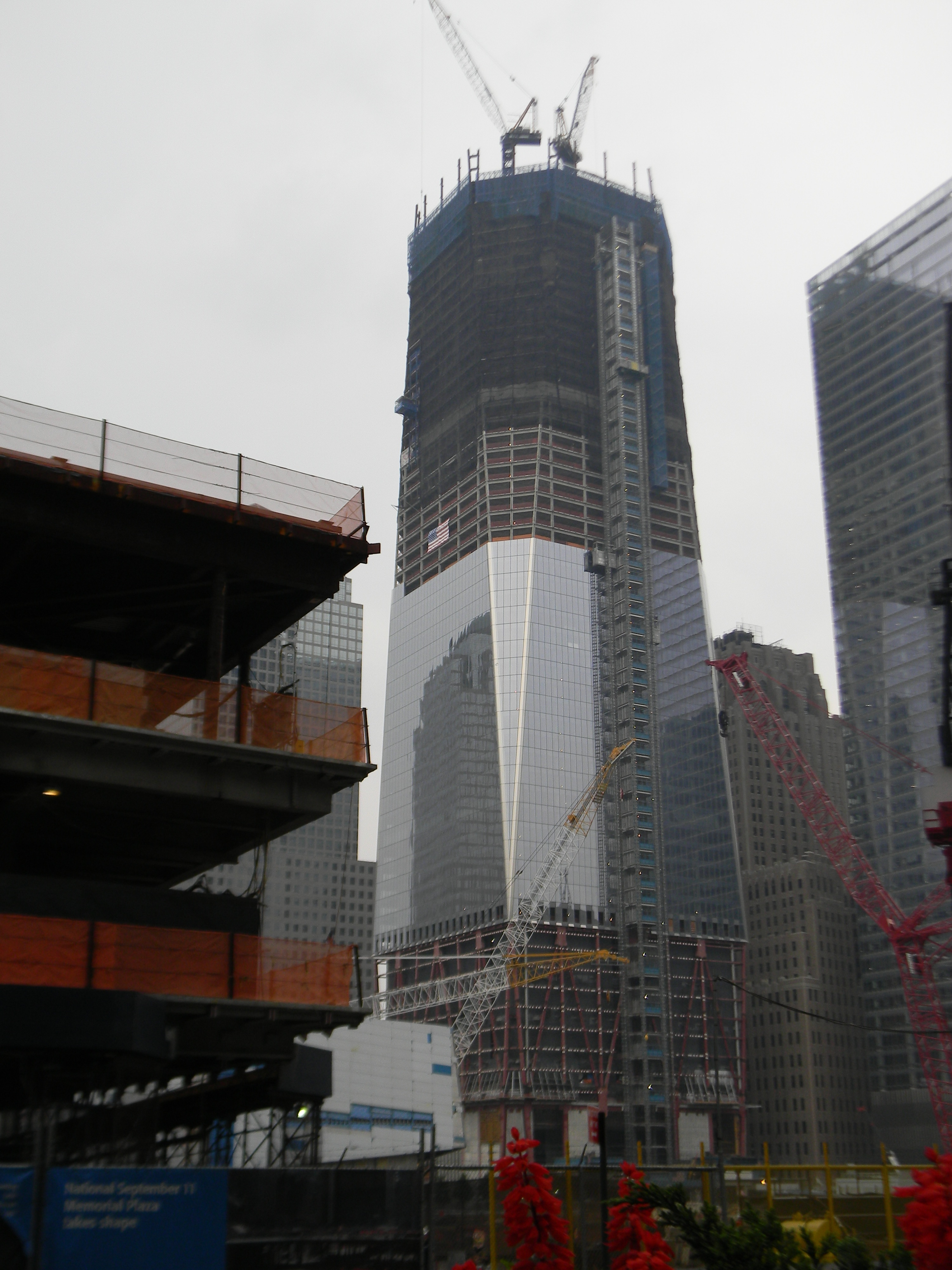
1º giugno 2011.
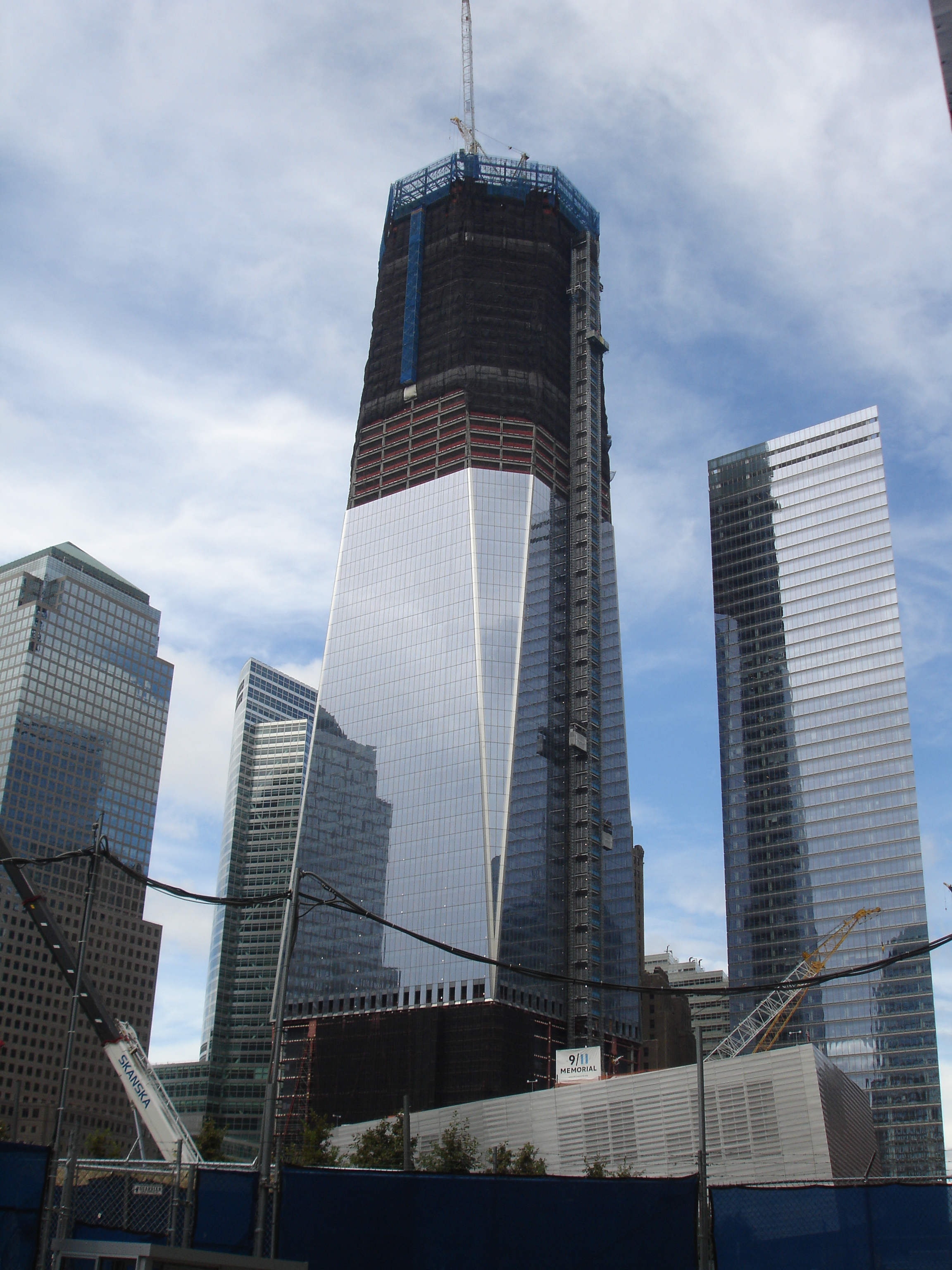
16 agosto 2011.
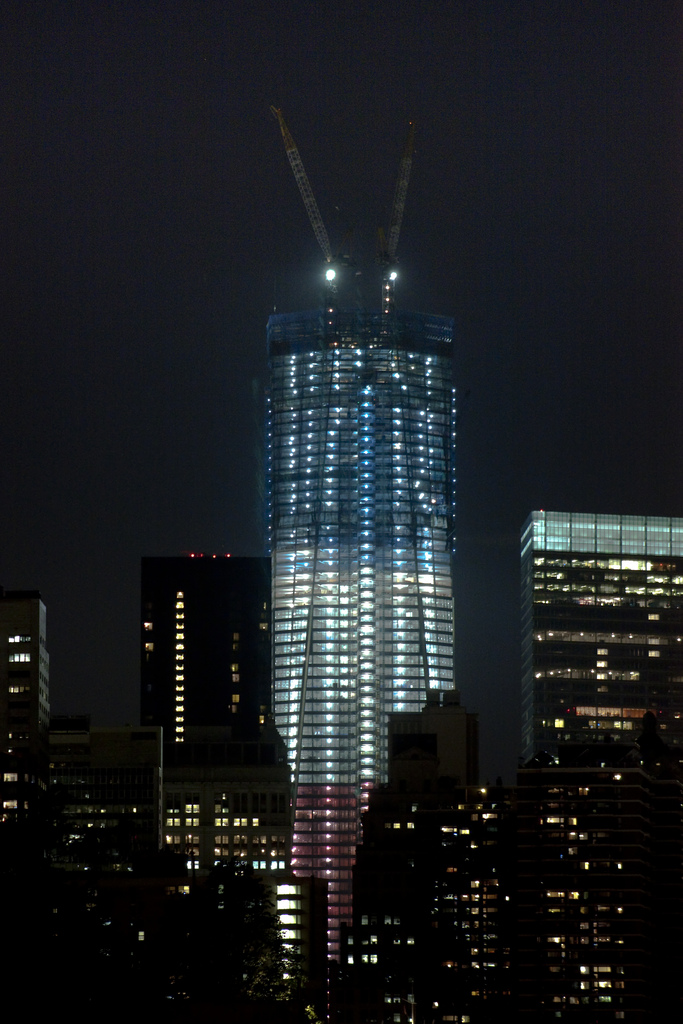
La Freedom Tower la sera del 10 settembre 2011 illuminata con i colori della bandiera statunitense in commemorazione del 10º anniversario dell'11 settembre.
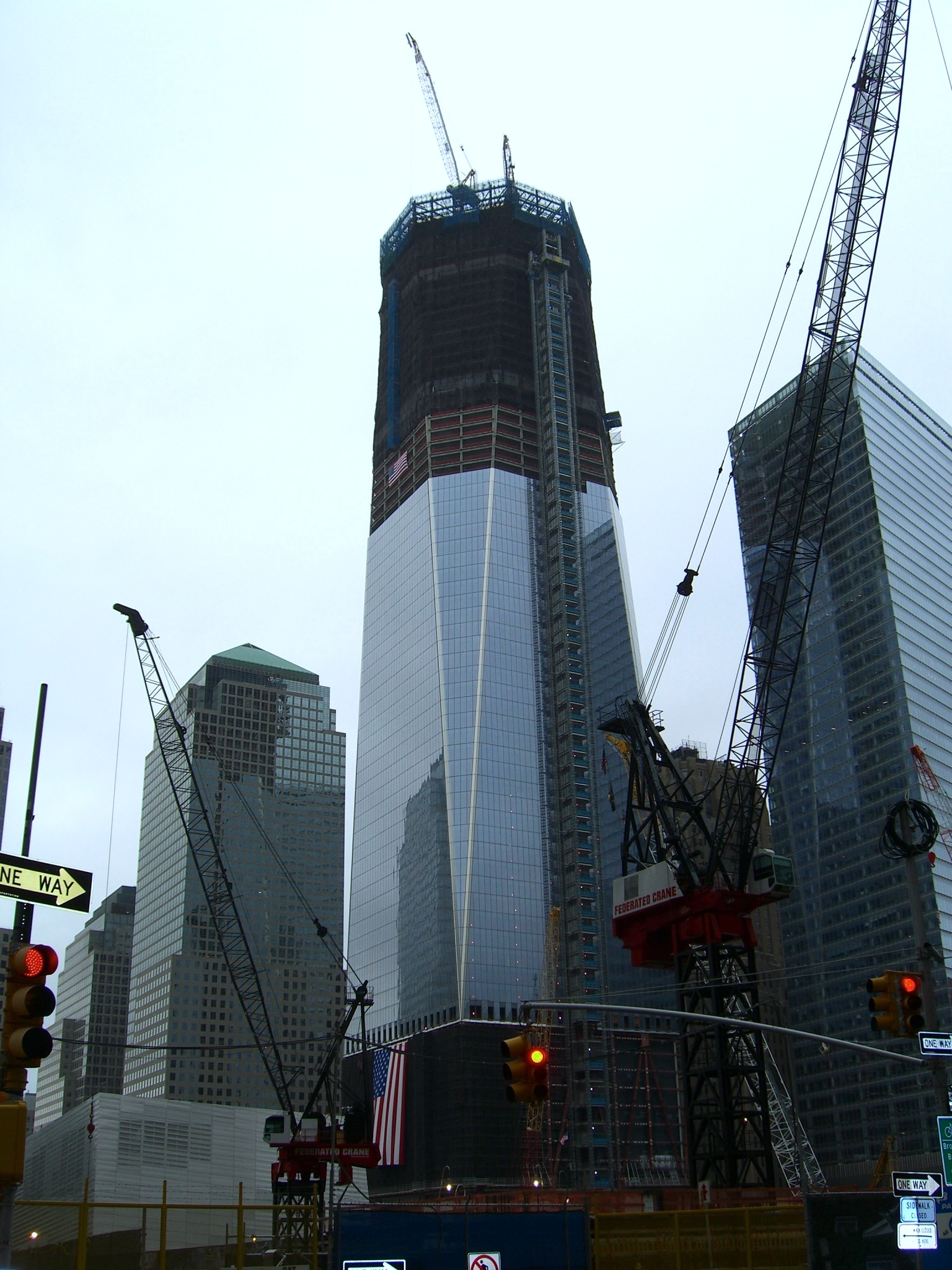
La Freedom Tower l'11 settembre 2011 il giorno del 10º anniversario degli attentati.
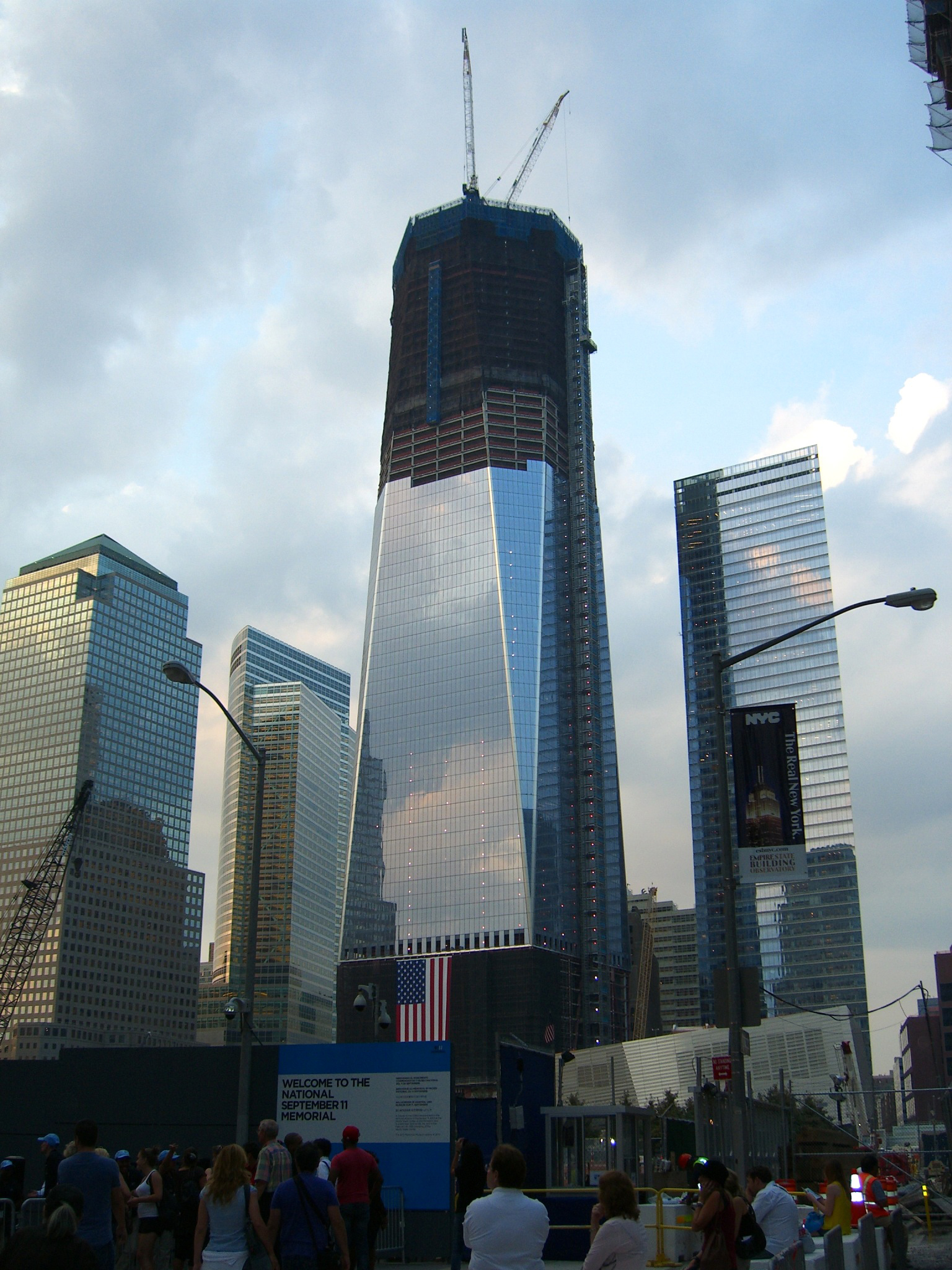
L'One World Trade Center il 14 settembre 2011.
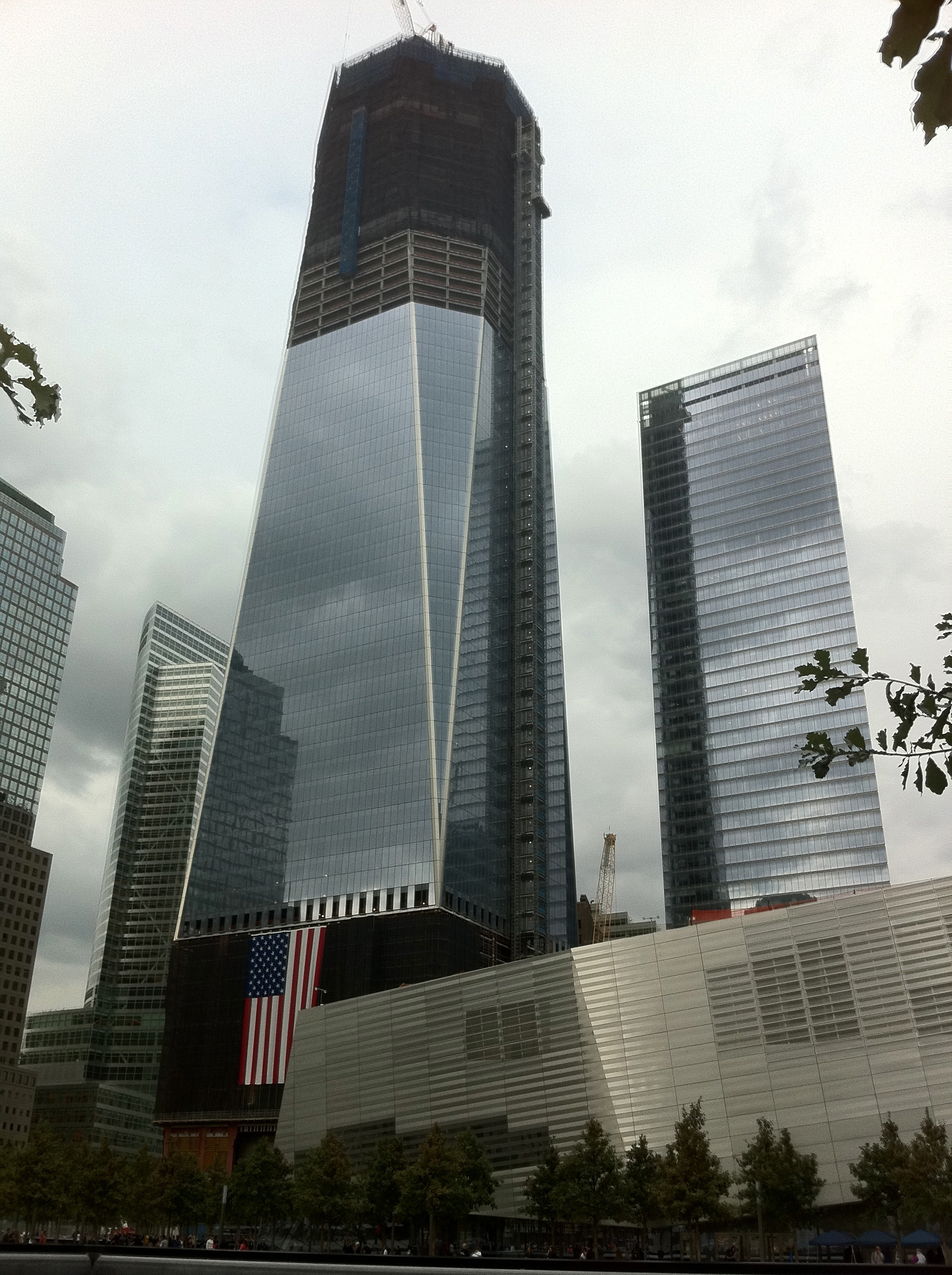
Il 17 settembre 2011 l'acciaio ha raggiunto l'83º piano, il vetro il 58º e il cemento il 72º.
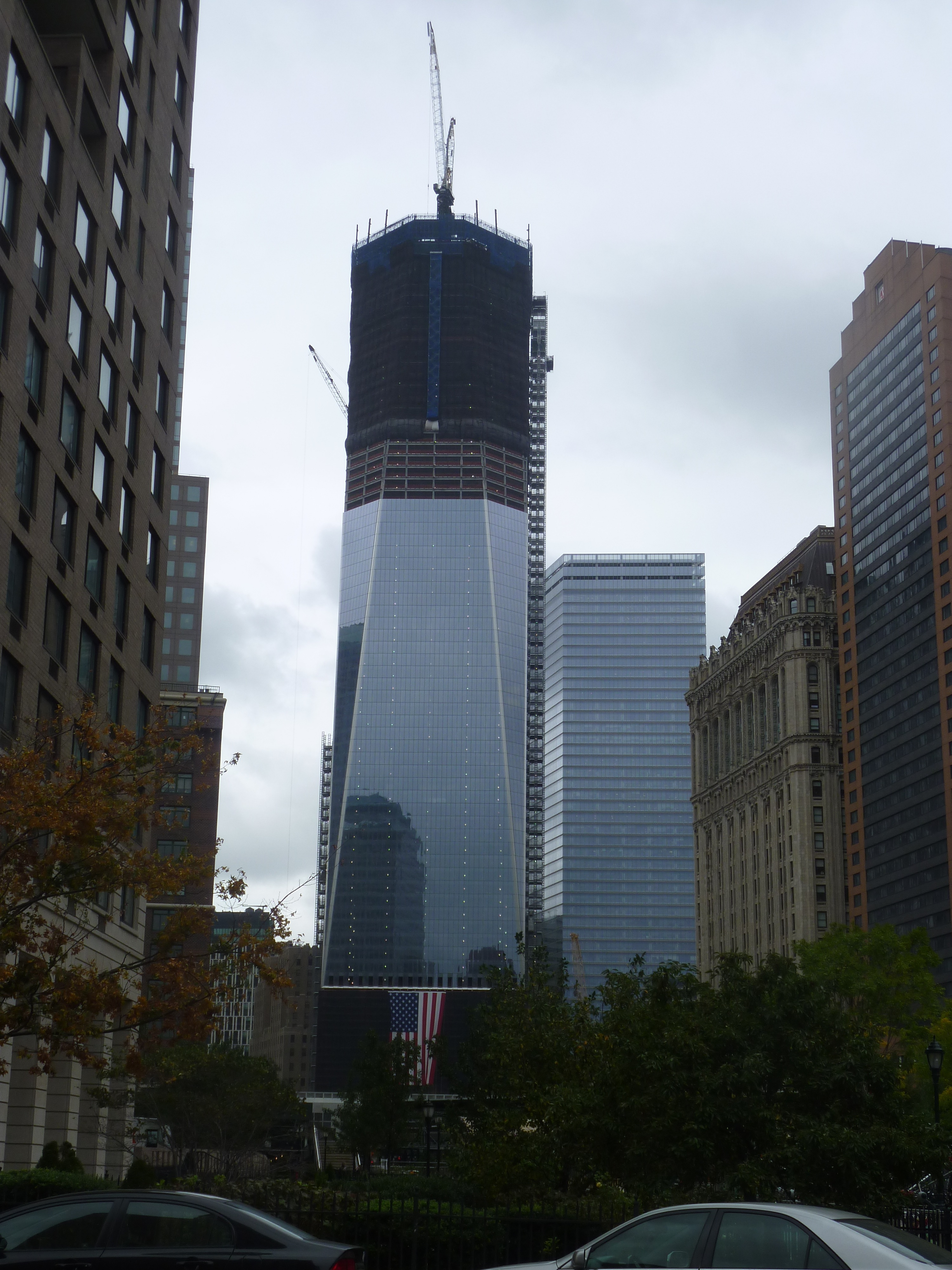
La torre il 13 ottobre 2011. L'acciaio ha raggiunto l'86º piano, il vetro il 60º e il cemento il 76º.
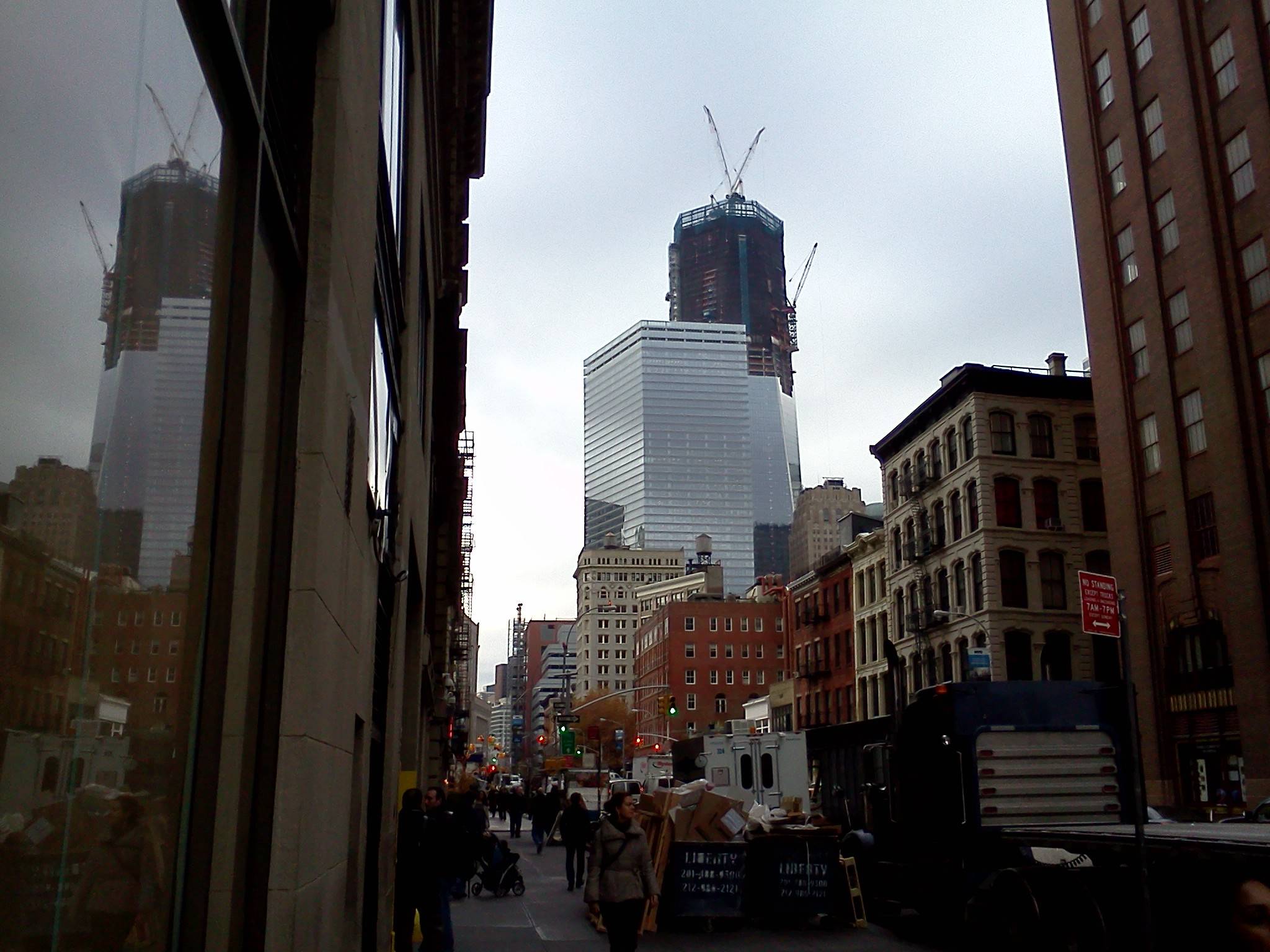
La torre il 15 novembre 2011. L'acciaio è arrivato all'89º piano, il vetro al 63º e la soletta in cemento all'80º.
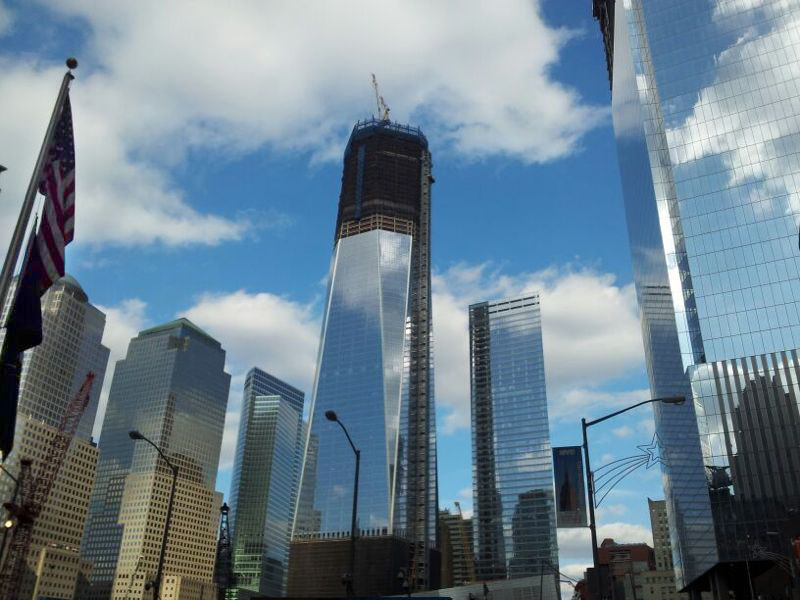
23 dicembre 2011.
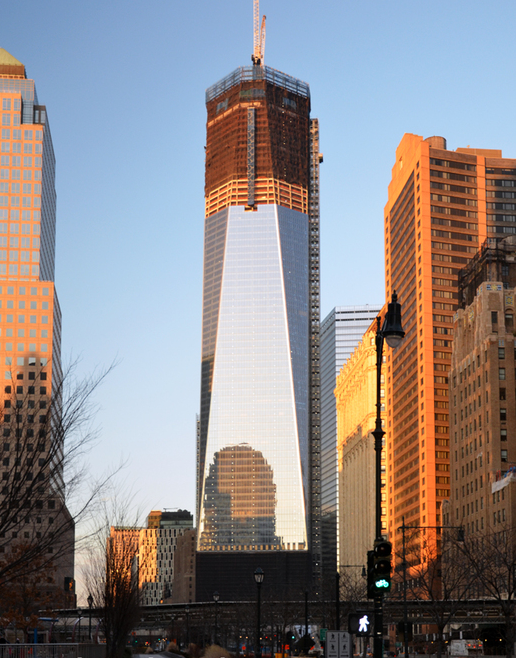
28 gennaio 2012.
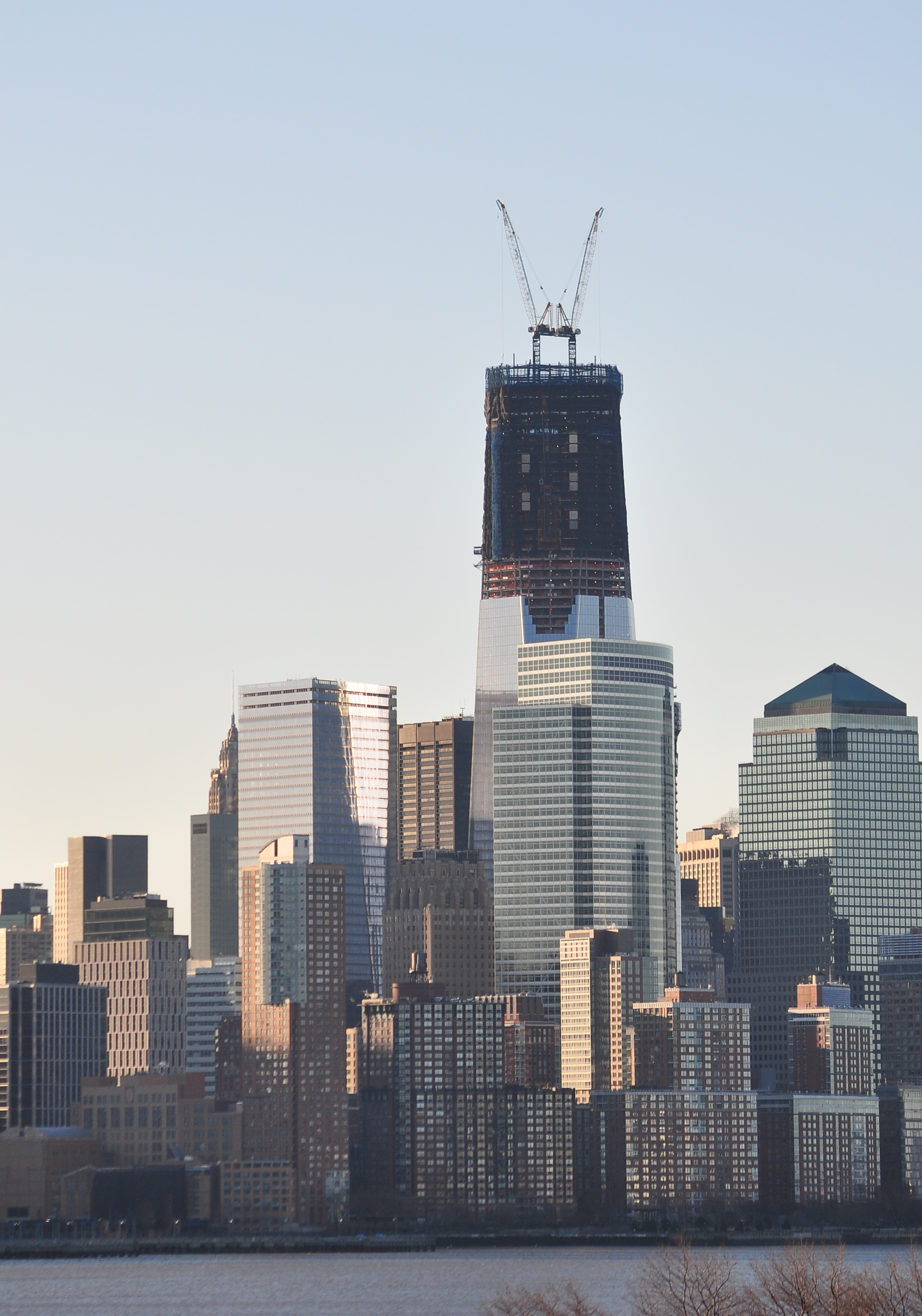
26 febbraio 2012.
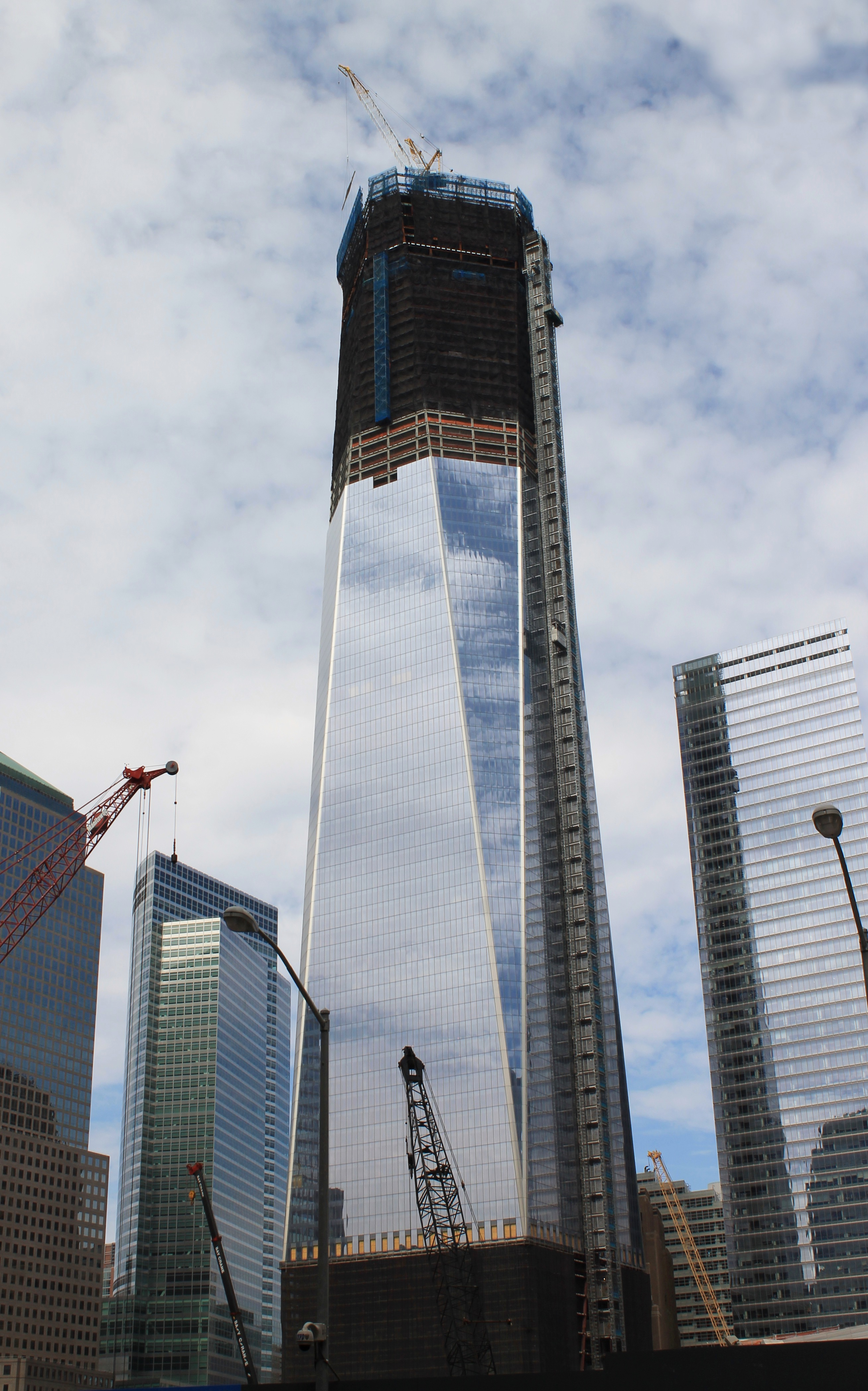
13 marzo 2012.
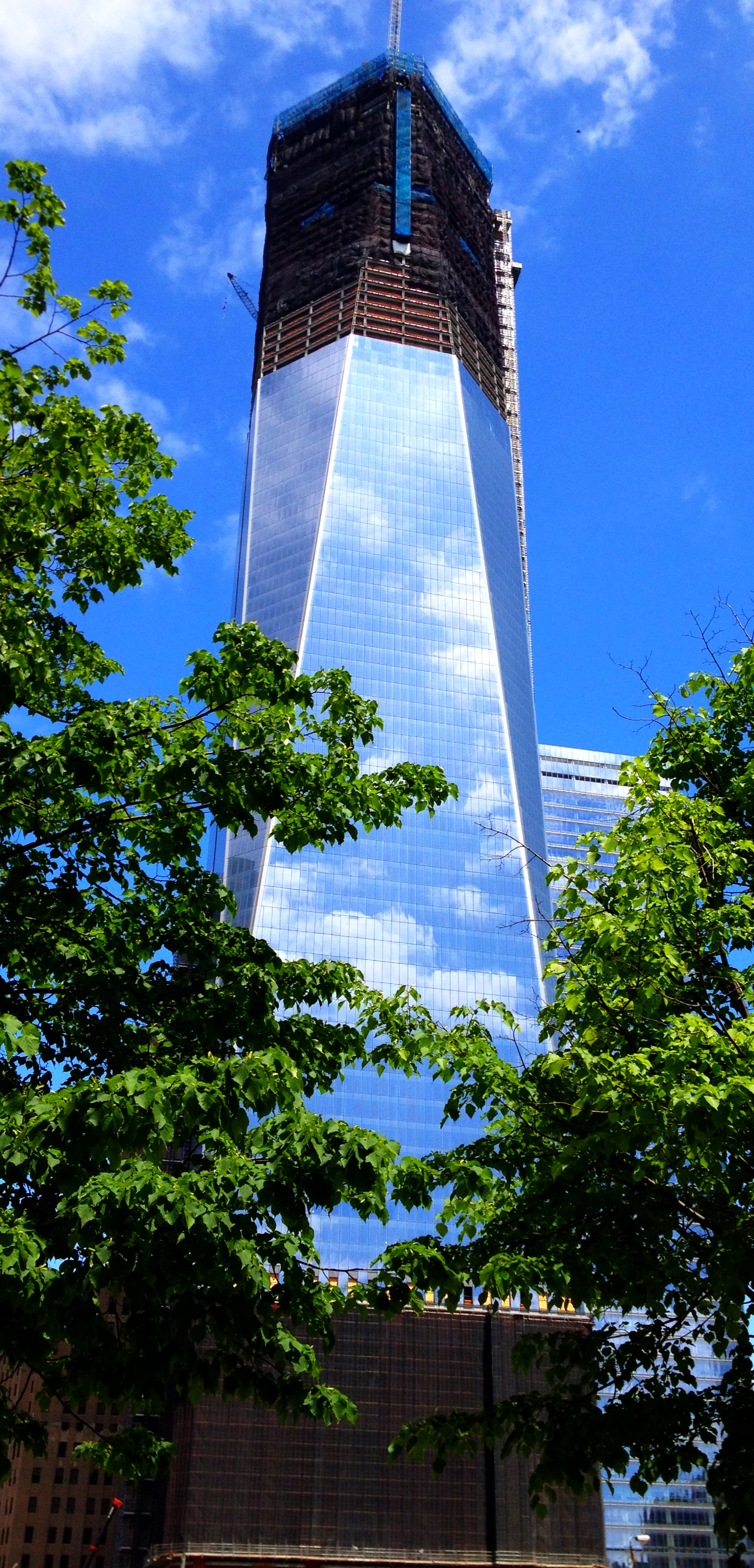
6 maggio 2012.
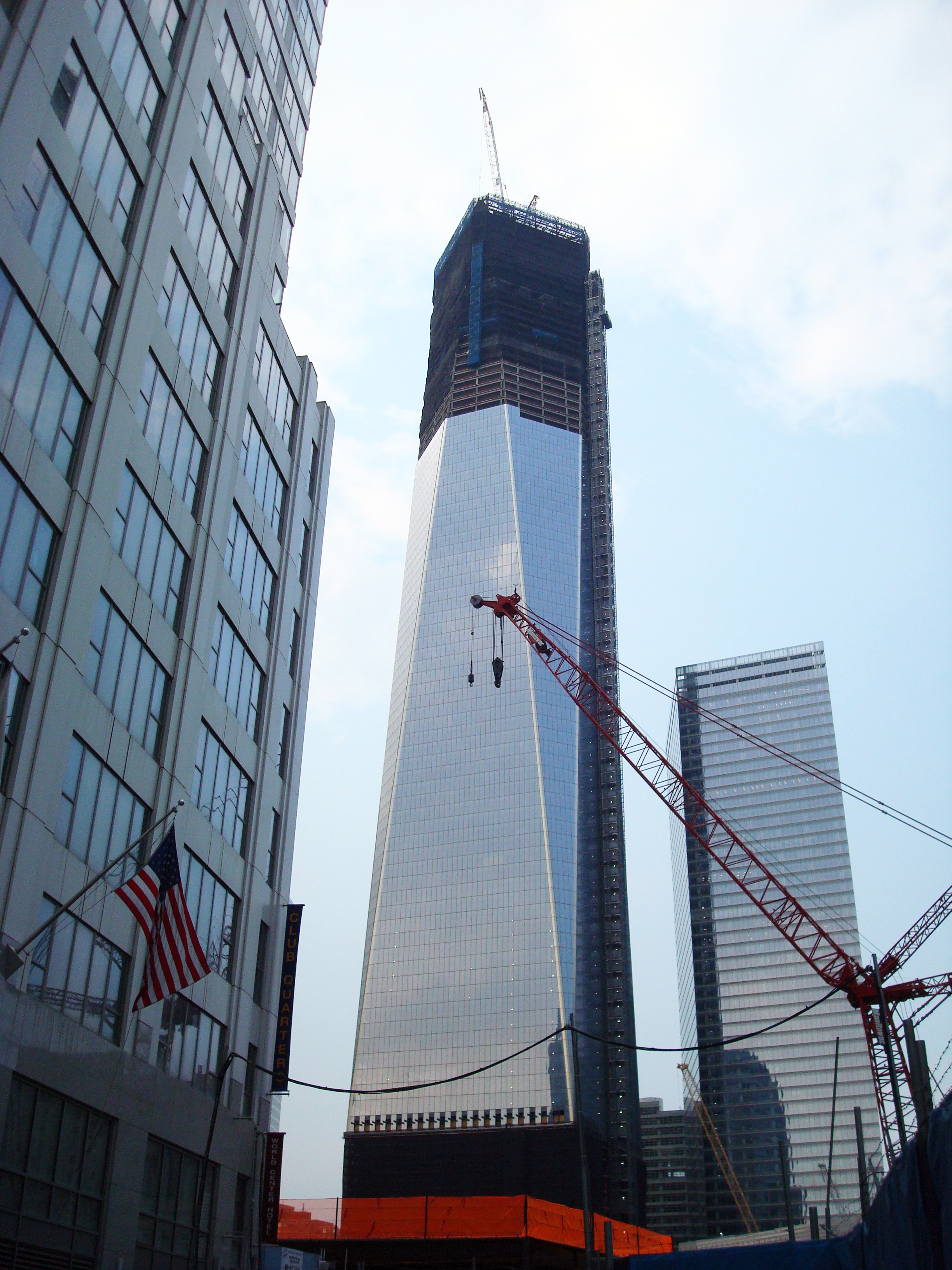
L'One World Trade Center il 27 maggio 2012, l'acciaio è arrivato al 103º piano.
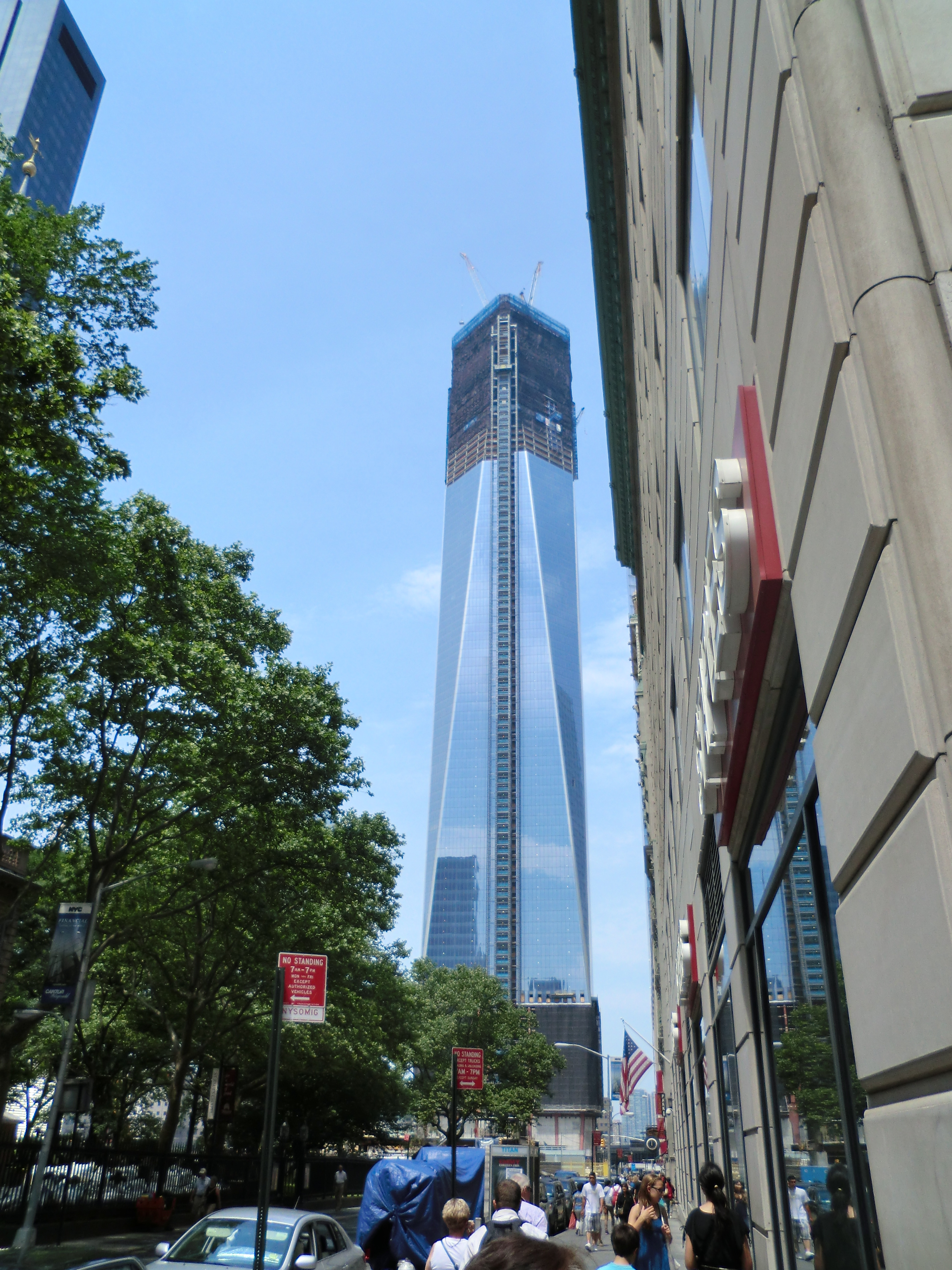
L'One World Trade Center nel giugno 2012. L'edificio raggiunge il tetto e iniziano i lavori di costruzione dell'antenna.
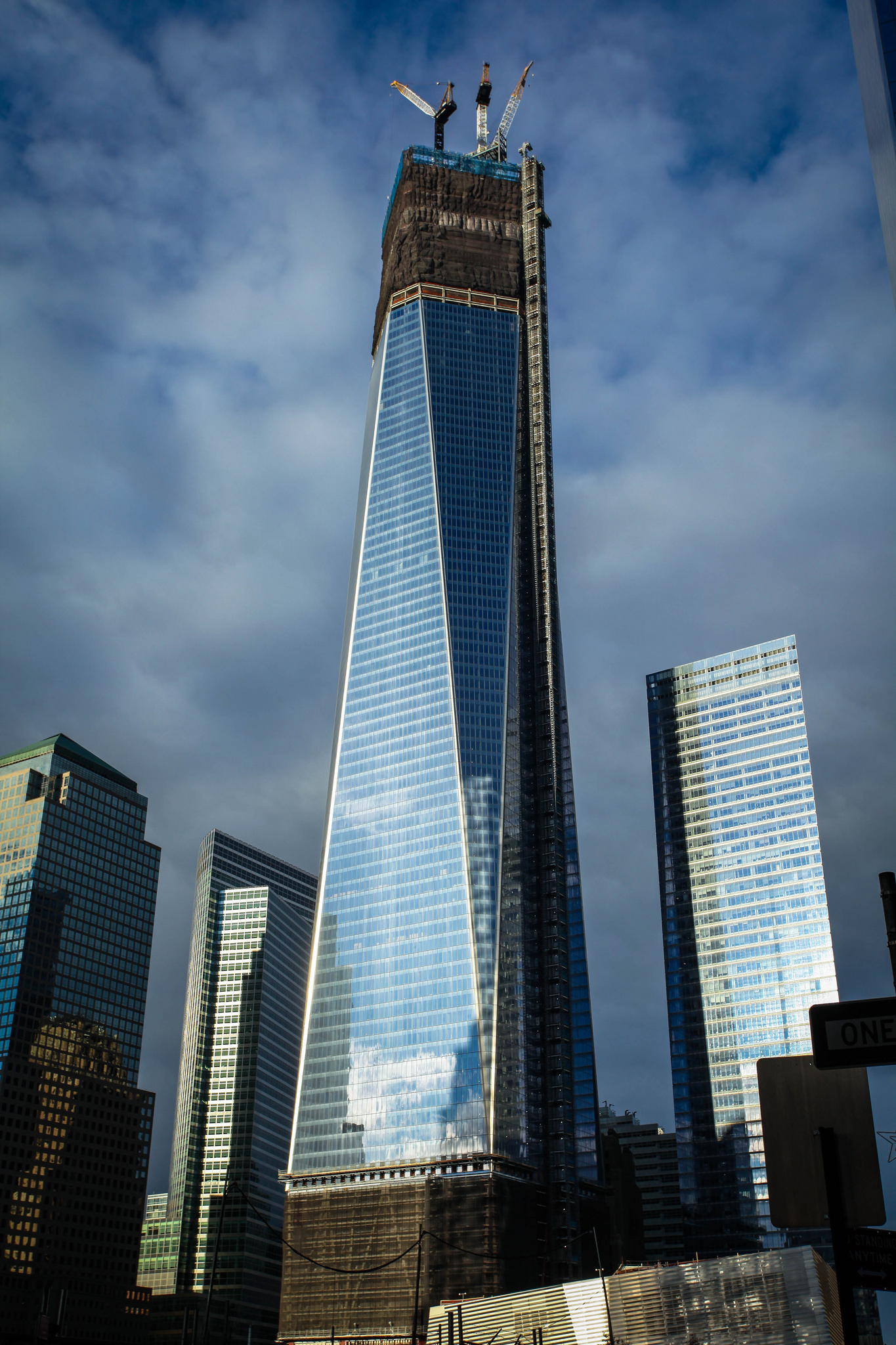
L'One World Trade Center nel novembre 2012, prime fasi della costruzione dell'antenna.
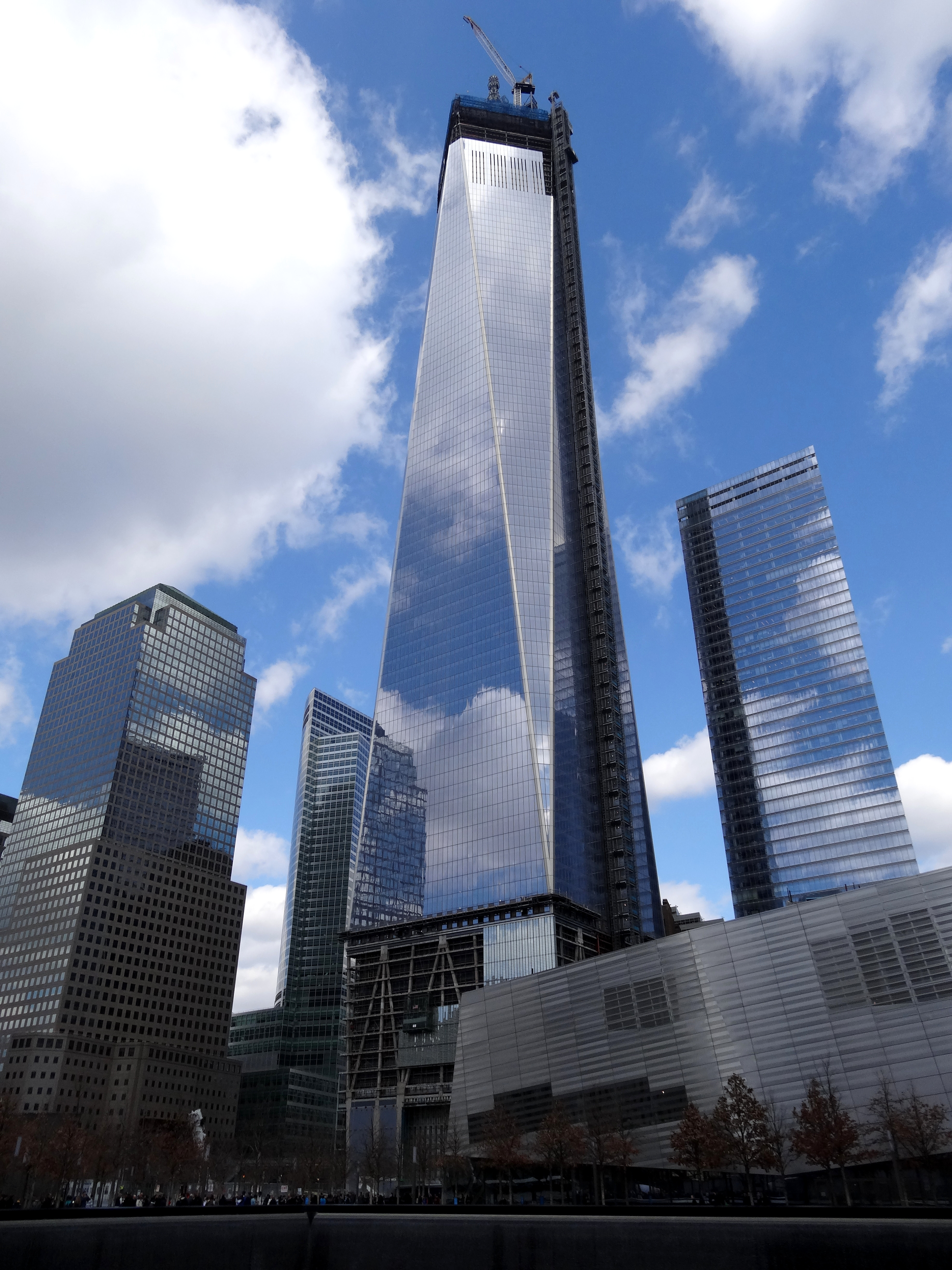
13 marzo 2013.
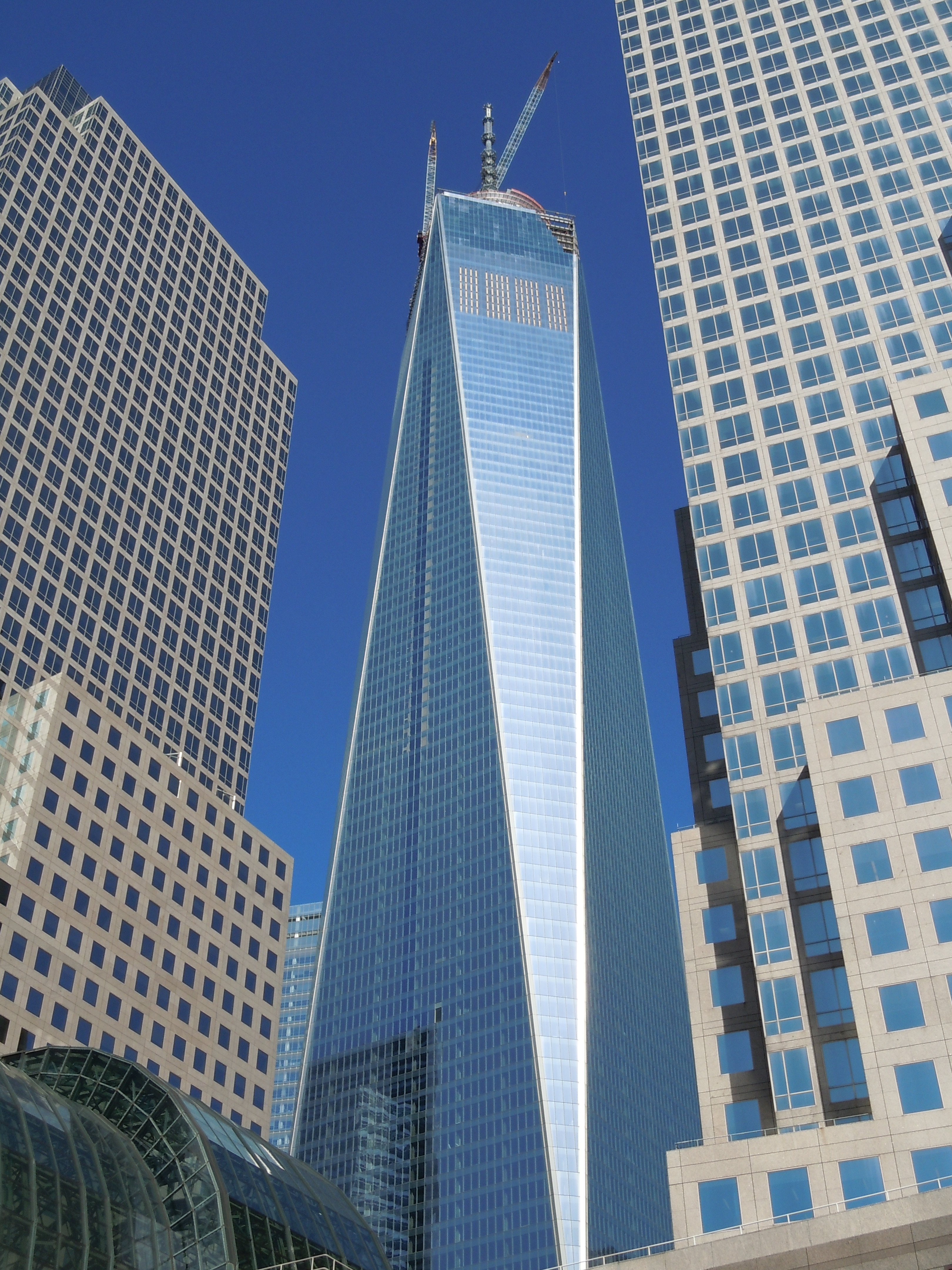
1º maggio 2013.
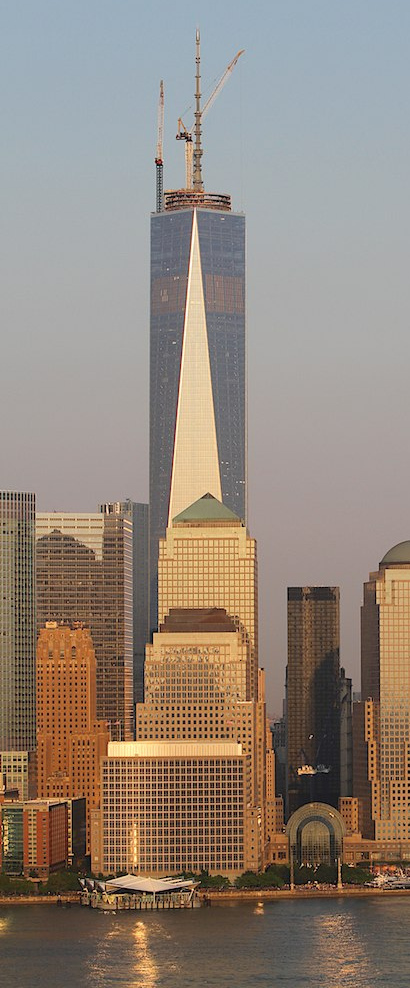
1º giugno 2013.
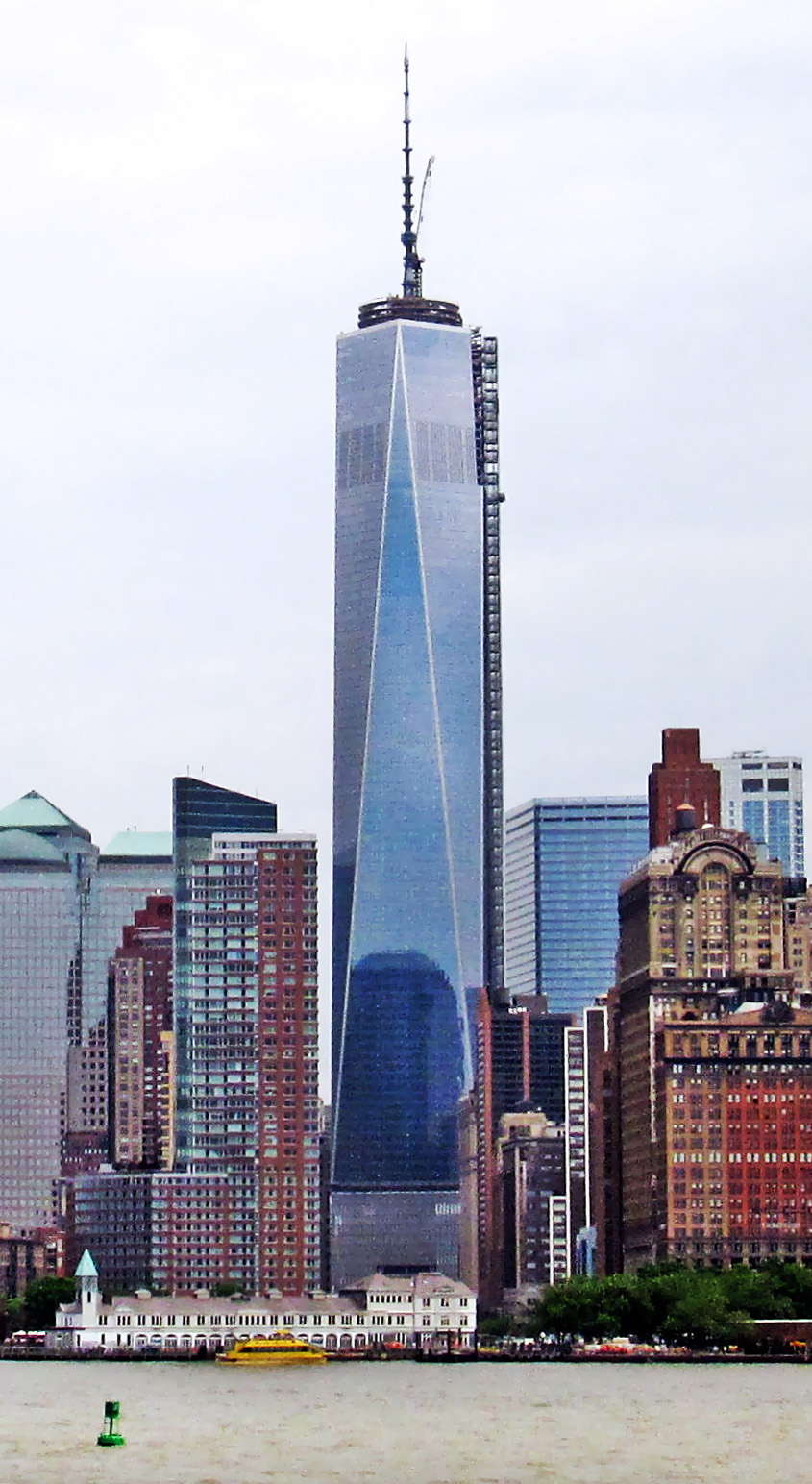
L'edificio il 16 giugno 2013. A destra è ben visibile il 4 WTC.
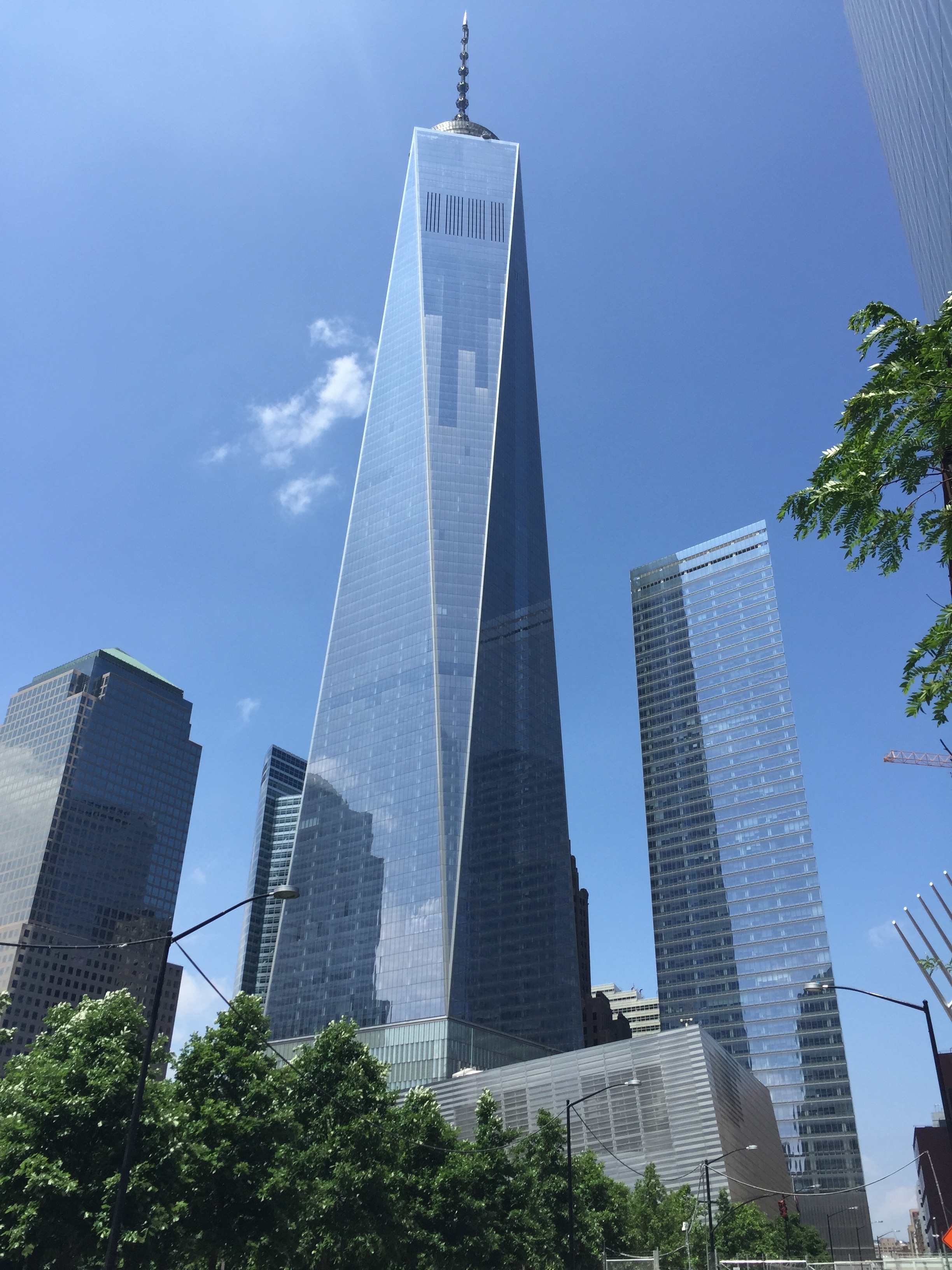
L'One World Trade Center completo il 30 maggio 2015.
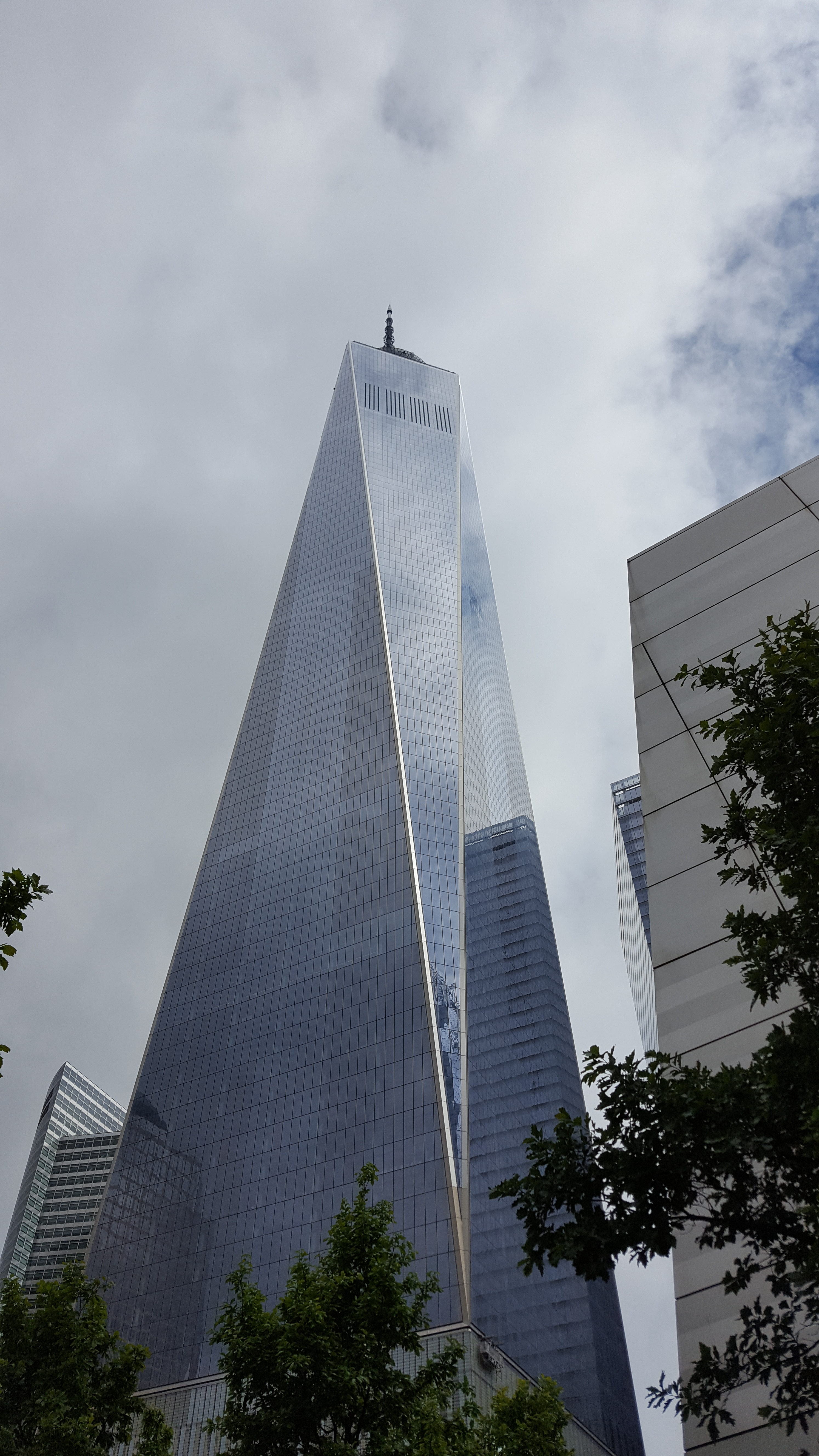
L'One World Trade Center visto dal memoriale dell'11 settembre nel maggio 2017.